# Ngô

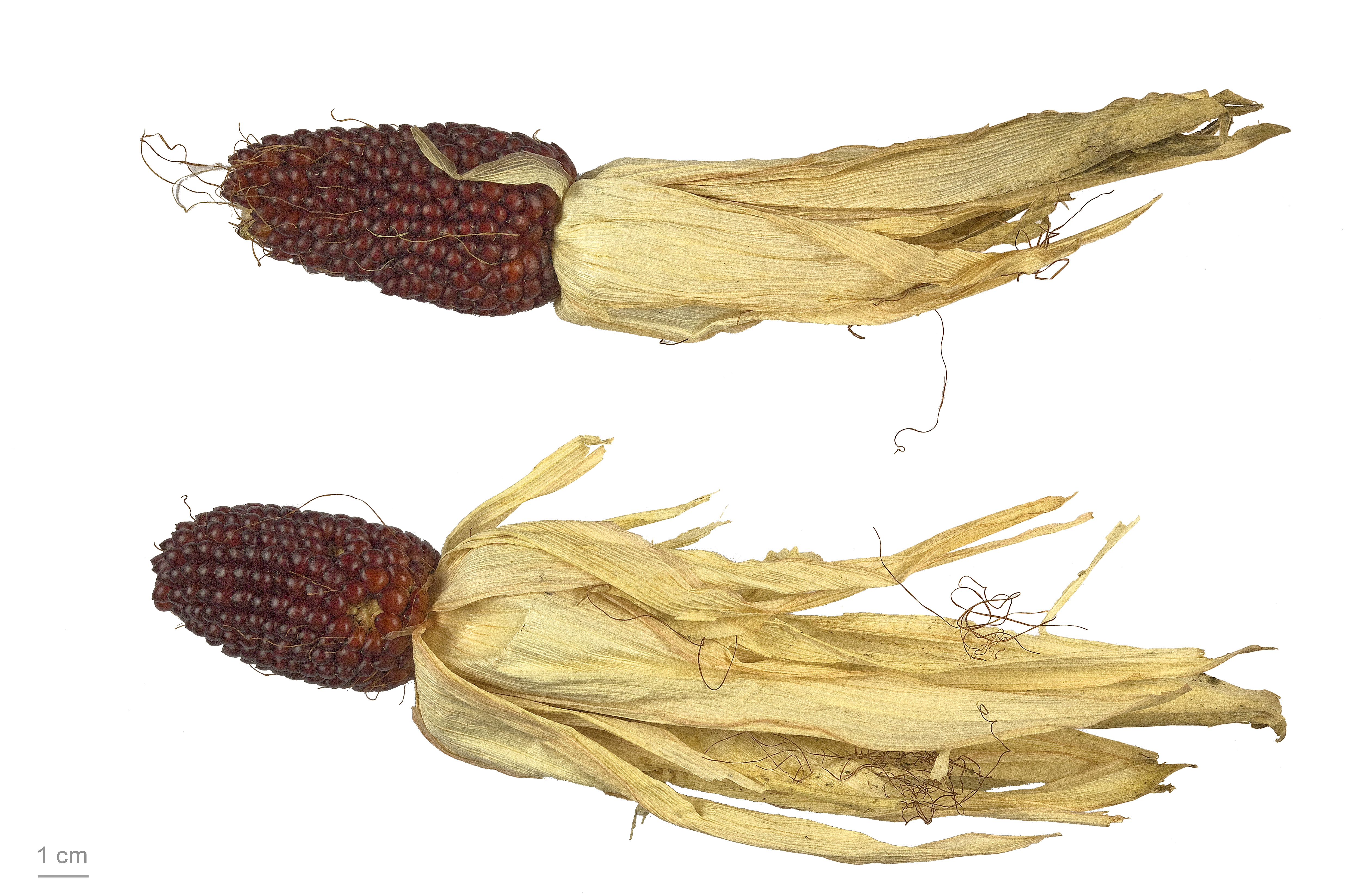
Zea mays "fraise"

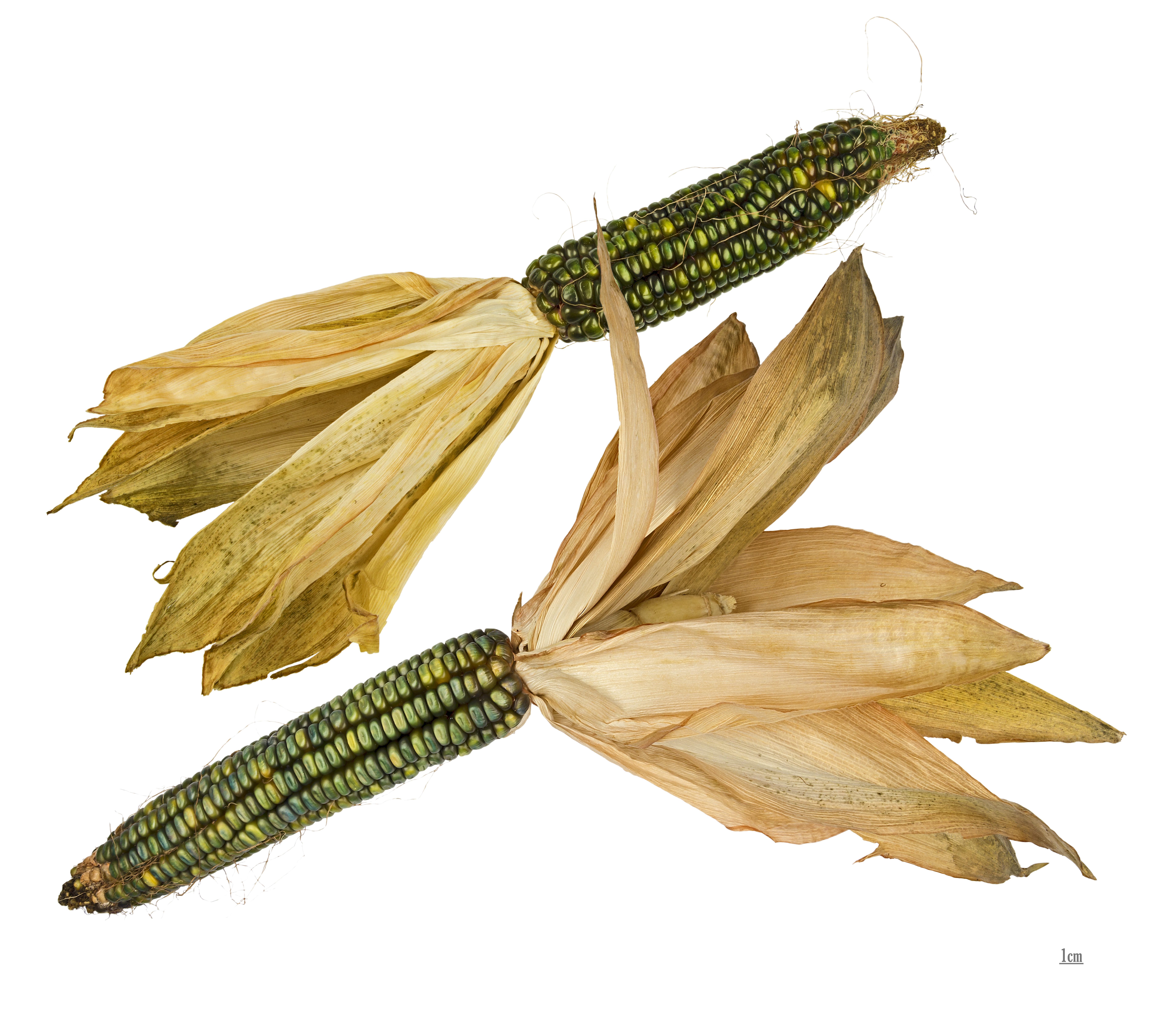
Zea mays "Oaxacan Green"

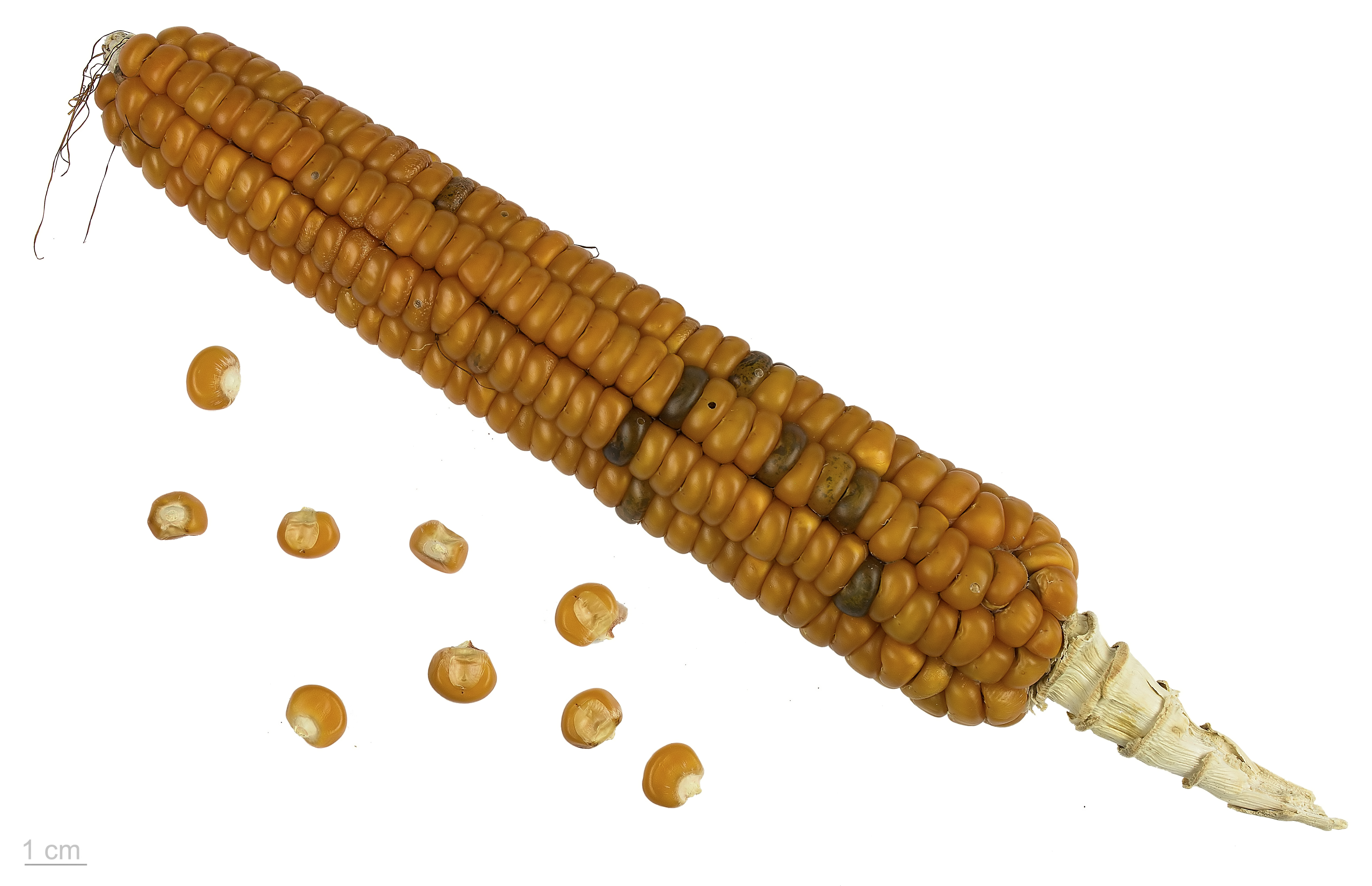
Zea mays "Ottofile giallo Tortonese"

Ngô (danh pháp hai phần: Zea mays L. ssp. mays), còn gọi là bắp, bẹ hay sạu trong các phương ngữ tiếng Việt, là một loại cây lương thực được thuần canh tại khu vực Trung Mỹ và sau đó lan tỏa ra khắp châu Mỹ. Ngô lan tỏa ra phần còn lại của thế giới sau khi có tiếp xúc của người châu Âu với châu Mỹ vào cuối thế kỷ 15, đầu thế kỷ 16. Ngô là cây lương thực được gieo trồng nhiều nhất tại châu Mỹ (chỉ riêng tại Hoa Kỳ thì sản lượng đã là khoảng 270 triệu tấn mỗi năm). Các giống ngô lai ghép được các nông dân ưa chuộng hơn so với các giống ngô thông thường do có năng suất cao vì có ưu thế giống lai. Trong khi một vài giống ngô có thể cao tới 7 m (23 ft) tại một số nơi, thì các giống ngô thương phẩm đã được tạo ra với chiều cao chỉ khoảng 2,5 m (8 ft). Ngô ngọt (Zea mays var. rugosa hay Zea mays var. saccharata) thông thường thấp hơn so với các thứ, giống ngô giống.
Ngô đã trở thành thực phẩm chủ yếu ở nhiều nơi trên thế giới có tổng sản lượng ngô vượt xa lúa mì hoặc gạo. Ngoài việc được tiêu thụ trực tiếp bởi con người (thường dưới dạng masa), ngô cũng được sử dụng để sản xuất ethanol ngô, thức ăn chăn nuôi và các sản phẩm ngô khác, chẳng hạn như tinh bột ngô và xi-rô ngô. Sáu loại ngô chính là ngô dent, ngô flint, ngô vỏ, ngô bỏng, ngô bột và ngô ngọt. Các giống ngô ngọt giàu đường thường được trồng để tiêu thụ trực tiếp dưới dạng hạt, trong khi các giống ngô đồng ruộng được sử dụng để làm thức ăn chăn nuôi, các loại thực phẩm cho con người làm từ ngô (bao gồm xay thành bột ngô hoặc masa, ép thành dầu ngô, lên men và chưng cất thành đồ uống có cồn như rượu whisky bourbon) và làm nguyên liệu cho ngành công nghiệp hóa học. Ngô cũng được sử dụng để sản xuất ethanol và các nhiên liệu sinh học khác.

Sản xuất ngô (2019)

Ngô được trồng rộng rãi trên khắp thế giới và sản lượng ngô mỗi năm cao hơn bất kỳ loại ngũ cốc nào khác. năm 2021, tổng sản lượng thế giới đạt 1,2 tỷ tấn (1,2×109 tấn Anh; 1,3×109 tấn Mỹ). Ngô là loại cây trồng ngũ cốc được trồng rộng rãi nhất ở châu Mỹ, với 384 triệu tấn (378.000.000 tấn Anh; 423.000.000 tấn Mỹ) được trồng riêng ở Hoa Kỳ vào năm 2021. Ngô biến đổi gen chiếm 85% ngô được trồng ở Hoa Kỳ vào năm 2009. Các khoản trợ cấp ở Hoa Kỳ giúp giải thích cho mức độ canh tác ngô cao và vị thế là nhà sản xuất ngô lớn nhất thế giới của nước này.

## Lịch sử

### Sự phát triển thời tiền Colombo

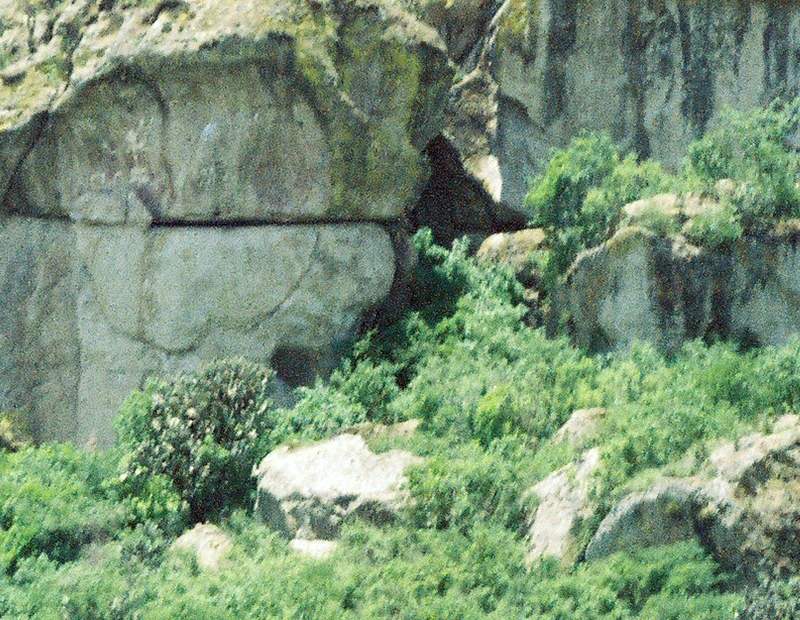
Các mảnh thực vật có niên đại 4200 năm trước Công nguyên được tìm thấy trong Hang Guilá Naquitz ở Oaxaca, Mexico, cho thấy ngô đã được thuần hóa từ Teosinte.

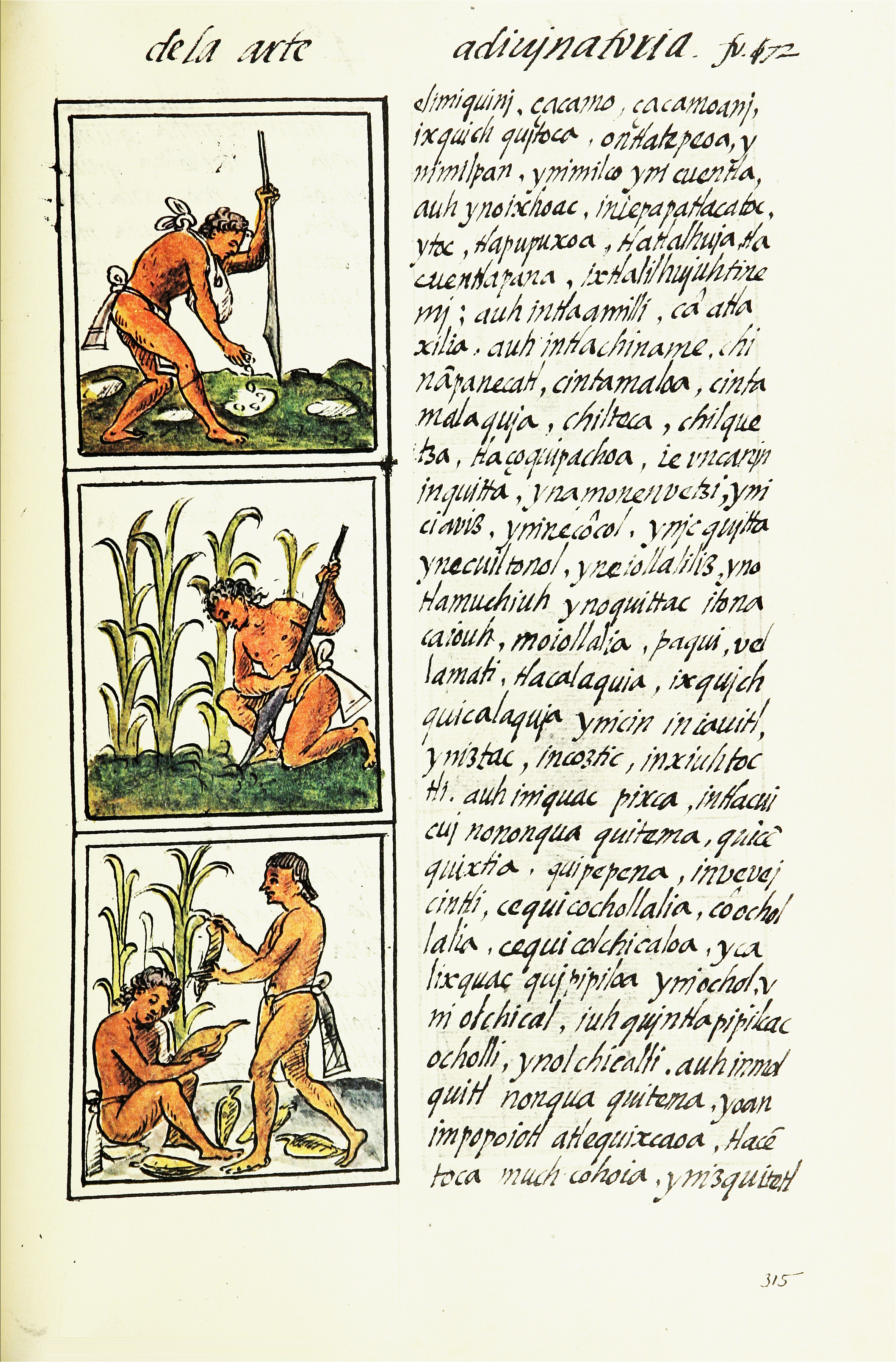
Trồng ngô trong một minh họa từ Bộ luật Florentine thế kỷ 16

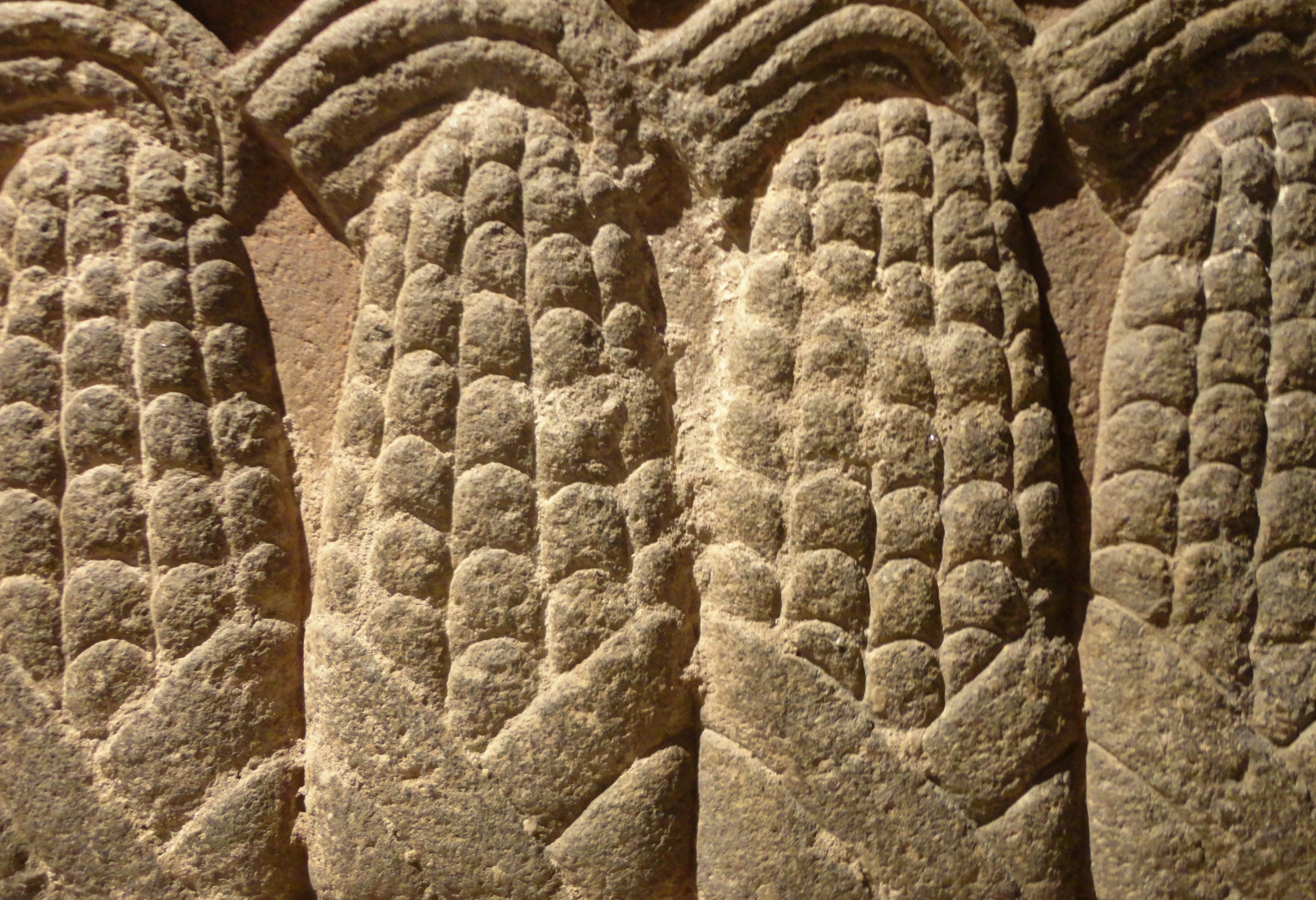
Bức phù điêu cổ Mesoamerican, Bảo tàng Nhân chủng học Quốc gia Mexico

Ngô là một loại cây trồng, cần có sự can thiệp của con người để sinh sản. Việc các hạt ngô có rơi ra khỏi lõi một cách tự nhiên hay không là một bằng chứng quan trọng được sử dụng trong khảo cổ để phân biệt ngô đã thuần hóa với tổ tiên Teosinte sinh sản tự nhiên của nó. Bằng chứng di truyền cũng có thể được sử dụng để xác định thời điểm các dòng dõi khác nhau tách ra.
Hầu hết các nhà sử học tin rằng ngô đã được thuần hóa ở Thung lũng Tehuacán của Mexico. Nghiên cứu gần đây vào đầu thế kỷ 21 đã sửa đổi phần nào quan điểm này; các học giả hiện nay chỉ ra Thung lũng sông Balsas liền kề ở miền nam trung tâm Mexico là trung tâm của việc thuần hóa.
Một nghiên cứu năm 2002 của Matsuoka và các cộng sự đã chứng minh rằng, thay vì mô hình thuần hóa độc lập nhiều lần, tất cả ngô đều bắt nguồn từ một lần thuần hóa duy nhất ở miền nam Mexico khoảng 9.000 năm trước. Nghiên cứu cũng chứng minh rằng các loại ngô tồn tại lâu đời nhất là những loại ở vùng cao Mexico. Sau đó, ngô lan rộng từ khu vực này trên khắp châu Mỹ theo hai con đường chính. Điều này phù hợp với một mô hình dựa trên hồ sơ khảo cổ học cho thấy ngô đã đa dạng hóa ở vùng cao Mexico trước khi lan rộng đến vùng đất thấp.

Nhà khảo cổ học Dolores Piperno đã nói:
Một lượng lớn dữ liệu cho thấy rằng ngô đã được phân tán đến vùng thấp của Trung Mỹ vào khoảng 7600 BP [5600 BC] và đã di chuyển đến các thung lũng Andes của Colombia vào khoảng 7000 và 6000 BP [5000–4000 BC].— Dolores Piperno, Nguồn gốc của việc trồng trọt và thuần hóa thực vật ở vùng nhiệt đới Tân Thế giới: Mô hình, quá trình và phát triển mới

Kể từ đó, thậm chí đã có những ngày tháng mốc thời gian còn sớm hơn được công bố.
Theo một nghiên cứu di truyền của Công ty Nghiên cứu Nông nghiệp Brazil (Embrapa), việc trồng ngô được du nhập vào Nam Mỹ từ Mexico trong hai đợt lớn: đợt đầu tiên, hơn 6000 năm trước, lan truyền qua dãy Andes. Bằng chứng về việc trồng trọt ở Peru đã được tìm thấy có niên đại khoảng 6700 năm trước. Đợt thứ hai, khoảng 2000 năm trước, lan truyền qua vùng đất thấp của Nam Mỹ.
Những cây ngô đầu tiên chỉ mọc những bắp ngô nhỏ, dài 25 mm (1 inch) và mỗi cây chỉ có một bắp. Theo quan điểm của Jackson Spielvogel, nhiều thế kỷ lựa chọn nhân tạo (thay vì quan điểm hiện tại cho rằng ngô được khai thác bằng cách xen canh với Teosinte) của người bản địa ở châu Mỹ đã dẫn đến sự phát triển của các cây ngô có khả năng mọc nhiều bắp mỗi cây, mỗi bắp thường dài vài cm/inch. Người Olmec và Maya trồng ngô với nhiều giống khác nhau trên khắp Mesoamerica; họ nấu, xay và chế biến nó thông qua quá trình Nixtamalization. Người ta tin rằng bắt đầu từ khoảng năm 2500 trước Công nguyên, loại cây trồng này đã lan rộng khắp châu Mỹ. Nghiên cứu của thế kỷ 21 đã xác định được ngày tháng thậm chí còn sớm hơn. Khu vực này đã phát triển một mạng lưới thương mại dựa trên thặng dư và nhiều loại cây trồng ngô.
Người Mapuche ở miền nam trung tâm Chile đã trồng ngô cùng với Quinoa và khoai tây vào thời tiền Hispanic; tuy nhiên, khoai tây là thực phẩm chủ yếu của hầu hết người Mapuche, "đặc biệt là ở các lãnh thổ Mapuche phía nam và ven biển, nơi ngô không chín hoàn toàn". Trước khi Đế chế Inca mở rộng, ngô đã được giao dịch và vận chuyển xa về phía nam đến tận 40°19' S ở Melinquina, Lácar Department. Tại địa điểm đó, người ta đã tìm thấy tàn tích ngô bên trong đồ gốm có niên đại 730 ± 80 BP và 920 ± 60 BP. Có lẽ ngô này được mang qua dãy Andes từ Chile. Sự hiện diện của ngô ở quần đảo Guaitecas (43°55' S), tiền đồn nông nghiệp tiền Hispanic xa nhất về phía nam, được các nhà thám hiểm Tây Ban Nha ban đầu báo cáo. Tuy nhiên, người Tây Ban Nha có thể đã xác định sai loại cây này.
Ít nhất vào năm 1000 trước Công nguyên, người Olmec đã lấy ngô làm trung tâm cho hệ thống lịch, ngôn ngữ, thần thoại và thế giới quan của họ.

### Trao đổi Colombo
Sau khi người châu Âu đến vào năm 1492, những người định cư Tây Ban Nha đã tiêu thụ ngô, và các nhà thám hiểm và thương nhân đã mang nó trở lại châu Âu và giới thiệu nó đến các quốc gia khác. Những người định cư Tây Ban Nha thích bánh mì lúa mì hơn nhiều so với ngô, sắn hoặc khoai tây. Bột ngô không thể thay thế lúa mì cho bánh mì rước lễ, vì trong niềm tin của Cơ đốc giáo, chỉ có lúa mì mới có thể trải qua sự biến đổi và được biến thành thân thể của Chúa Kitô. Một số người Tây Ban Nha lo lắng rằng bằng cách ăn thực phẩm bản địa, mà họ không coi là có giá trị dinh dưỡng, họ sẽ suy yếu và có nguy cơ biến thành người da đỏ. "Theo quan điểm của người châu Âu, chính thức ăn của họ, thậm chí nhiều hơn môi trường sống của họ, đã tạo cho người Amerindians và người Tây Ban Nha cả đặc điểm thể chất và tính cách đặc trưng của họ." Mặc dù có những lo lắng này, người Tây Ban Nha đã tiêu thụ ngô. Bằng chứng khảo cổ học từ các địa điểm ở Florida chỉ ra rằng họ cũng đã trồng nó.
Ngô lan rộng ra phần còn lại của thế giới vì khả năng phát triển trong nhiều điều kiện khí hậu khác nhau. Nó được trồng ở Tây Ban Nha chỉ vài thập kỷ sau những chuyến đi của Columbus và sau đó lan sang Ý, Tây Phi và những nơi khác. Việc trồng trọt rộng rãi có nhiều khả năng bắt đầu ở miền nam Tây Ban Nha vào năm 1525, sau đó nó nhanh chóng lan sang các vùng còn lại của Đế chế Tây Ban Nha, bao gồm các lãnh thổ của nó ở Ý (và từ đó, đến các quốc gia Ý khác). Ngô có nhiều ưu điểm hơn lúa mì và lúa mạch; nó cho năng lượng thực phẩm gấp 2,5 lần trên một đơn vị diện tích canh tác, có thể thu hoạch trong nhiều năm liên tiếp từ cùng một mảnh đất và phát triển ở nhiều độ cao và khí hậu khác nhau, từ các vùng tương đối khô với lượng mưa hàng năm chỉ 250 mm (10 in) đến các vùng ẩm ướt với lượng mưa hơn 5.000 mm (200 in). Đến thế kỷ 17, nó đã trở thành thức ăn phổ biến của nông dân ở Tây Nam Âu, bao gồm Bồ Đào Nha, Tây Ban Nha, miền nam nước Pháp và Ý. Đến thế kỷ 18, nó đã trở thành thức ăn chính của nông dân miền nam nước Pháp và Ý, đặc biệt ở dạng polenta ở Ý.

## Cấu trúc và sinh lý
Cây ngô thường cao 3 m (10 ft), , mặc dù một số giống tự nhiên có thể cao tới 13 m (43 ft), và cây cao nhất được ghi nhận đạt gần 14 mét (46 ft). Thân cây thường bao gồm 20 đốt dài 18 cm (7 in). Lá mọc từ các đốt xen kẽ trên các mặt đối diện của thân cây và có mép lá nguyên.
Đỉnh của thân cây kết thúc bằng chùm hoa, một cụm hoa đực; những hoa này tách biệt với hoa cái nhưng được sinh ra trên cùng một cây (đơn tính). Khi chùm hoa trưởng thành và điều kiện đủ ấm và khô, bao phấn trên chùm hoa sẽ nứt ra và giải phóng phấn hoa. Phấn hoa ngô là loại phân phấn hoa được gió thổi đi và do tốc độ lắng đọng lớn nên hầu hết phấn hoa rơi xuống trong vòng vài mét tính từ chùm hoa.
Bắp ngô phát triển phía trên một vài lá ở giữa cây, giữa thân cây và bẹ lá, dài ra khoảng 3 mm (1⁄8 in) mỗi ngày, đạt chiều dài 18 cm (7 in) với 60 cm (24 in) là chiều dài tối đa được cho là ở phân loài này. Chúng là hoa cái, được bao bọc chặt chẽ bởi một số lớp lá bắp thường được gọi là vỏ bắp..

Những vòi nhụy dài, được gọi là râu ngô, mọc ra từ vòng lá bắp ở đầu bắp ngô. Chúng thường có màu vàng nhạt và dài 18 cm (7 in) , giống như những chùm tóc. Ở cuối mỗi râu ngô là một bầu nhuỵ, có thể phát triển thành "hạt" nếu được thụ phấn bởi một hạt phấn. Vỏ quả của ngô được hợp nhất với vỏ hạt được gọi là "hạt nhục", đặc trưng của các loại cỏ, và toàn bộ hạt thường được gọi là "hạt". Lõi ngô gần giống như một loại quả kép về cấu trúc, ngoại trừ việc các quả riêng lẻ (hạt ngô) không bao giờ hợp nhất thành một khối duy nhất. Các hạt có kích thước khoảng bằng hạt đậu và dính thành hàng đều xung quanh một chất màu trắng, xốp, tạo thành lõi ngô. Kích thước tối đa của hạt ngô được cho là 2,5 cm (1 in). Một bắp ngô thường có 600 hạt. Chúng có nhiều màu sắc khác nhau: đen, xám xanh, tím, xanh lục, đỏ, trắng và vàng. Khi được nghiền thành bột, ngô cho nhiều bột hơn với ít cám hơn so với lúa mì. Nó không có gluten protein của lúa mì và do đó, làm cho các sản phẩm nướng có khả năng nở kém. Các giống cây tích lũy nhiều đường hơn và ít tinh bột hơn trong bắp được tiêu thụ như một loại rau và được gọi là ngô ngọt. Bắp ngô non có thể ăn sống, với lõi ngô và râu ngô, nhưng khi cây trưởng thành (thường là vào những tháng mùa hè), lõi ngô trở nên dai hơn và râu ngô khô đi không ăn được. Đến cuối mùa sinh trưởng, hạt ngô khô đi và khó nhai nếu không nấu chín.

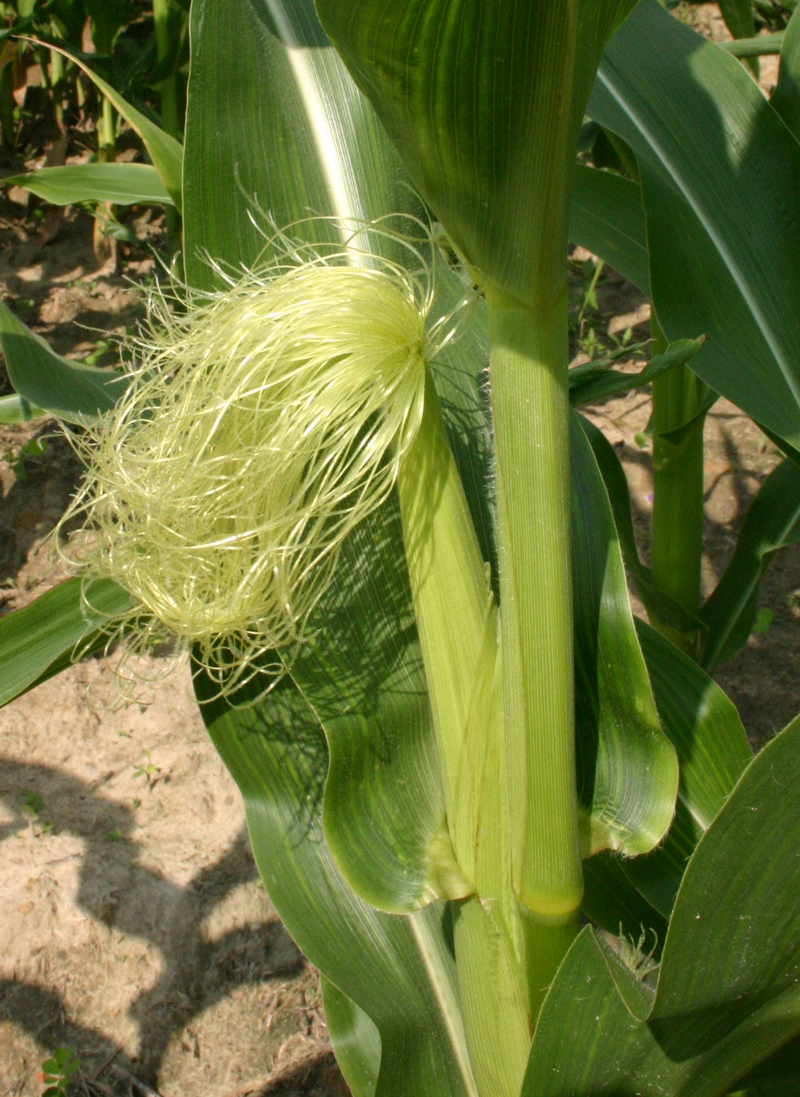
Cụm hoa cái, có tơ non
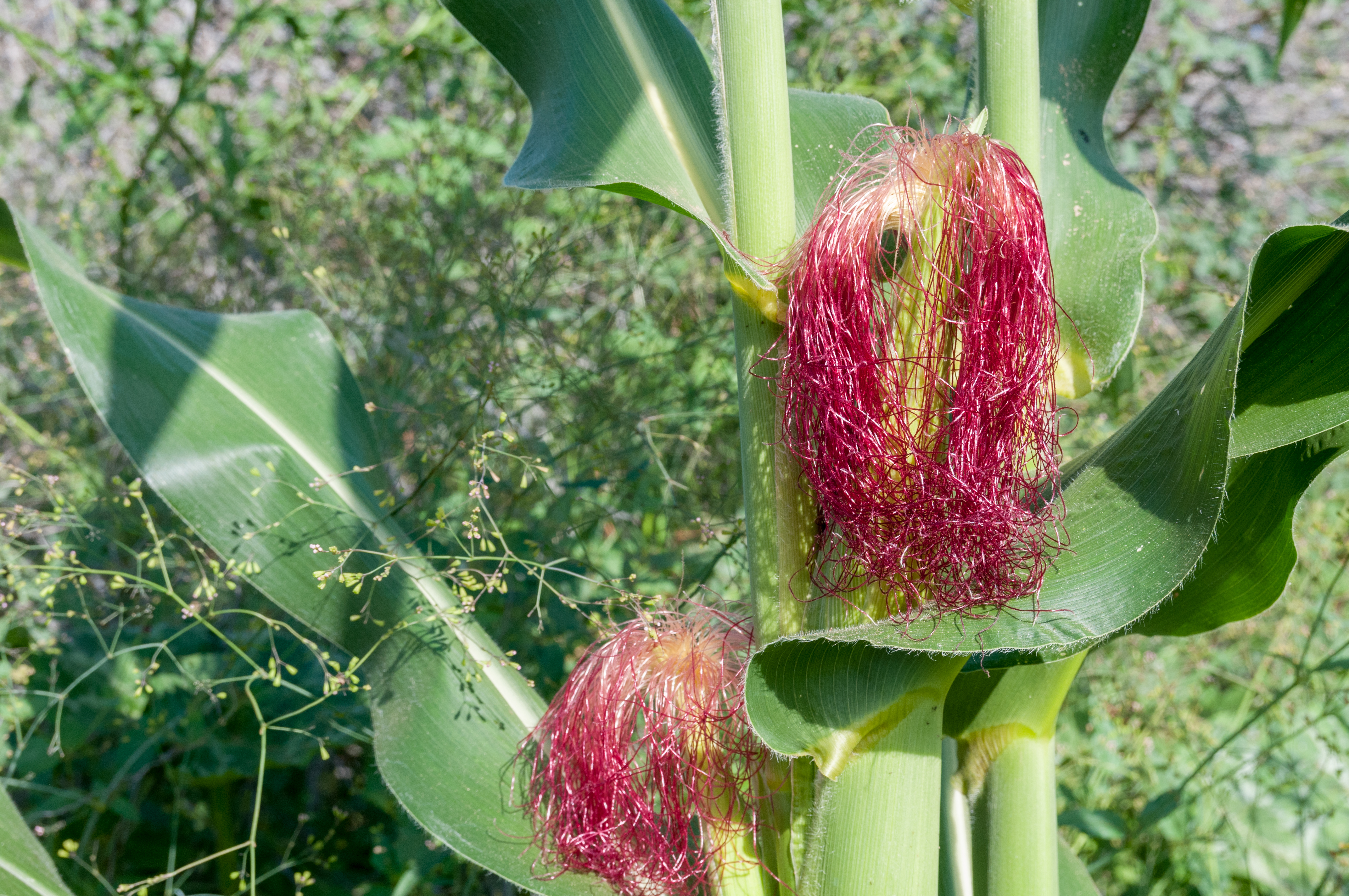
Tơ trưởng thành
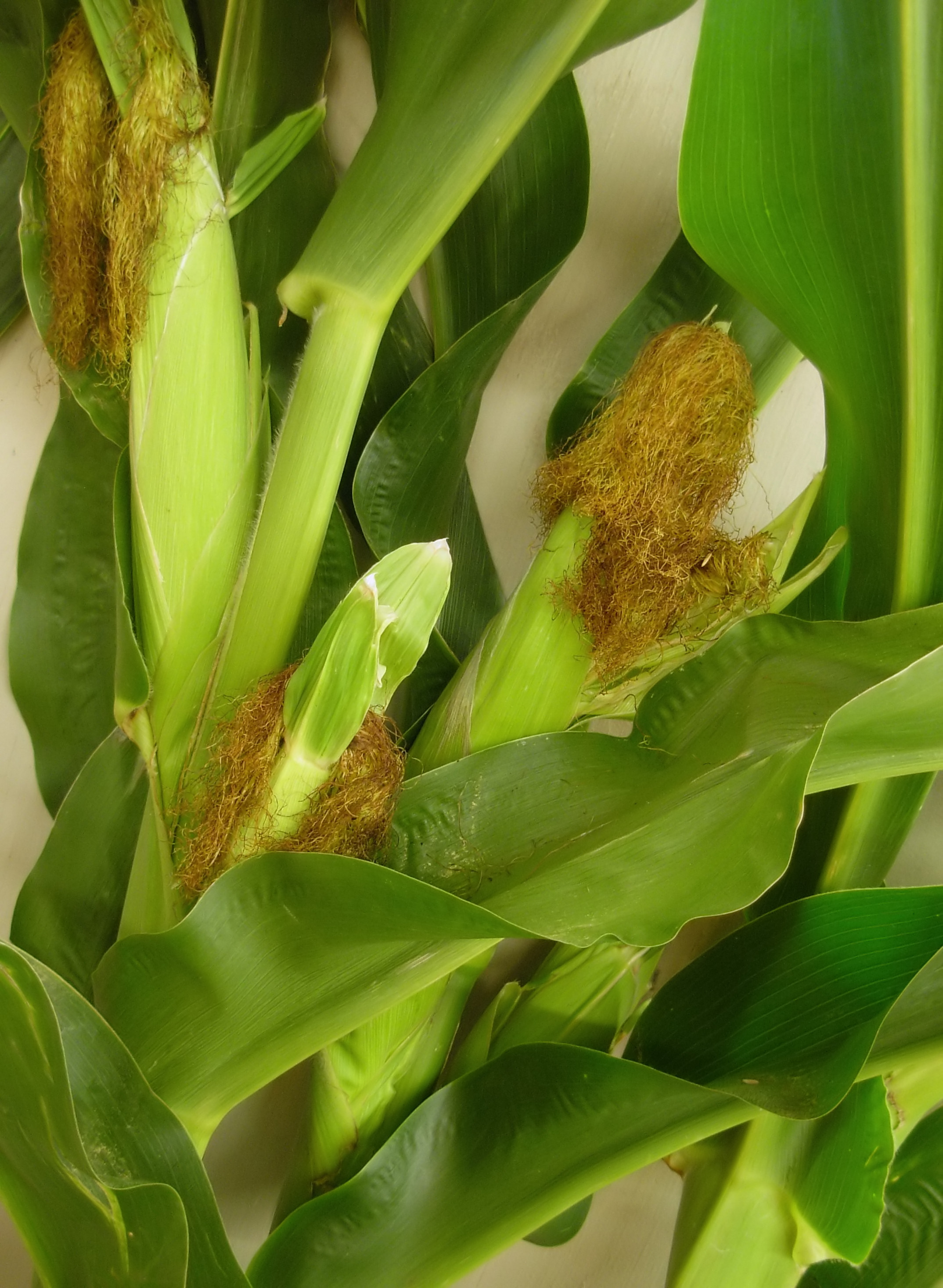
Thân, tai và tơ
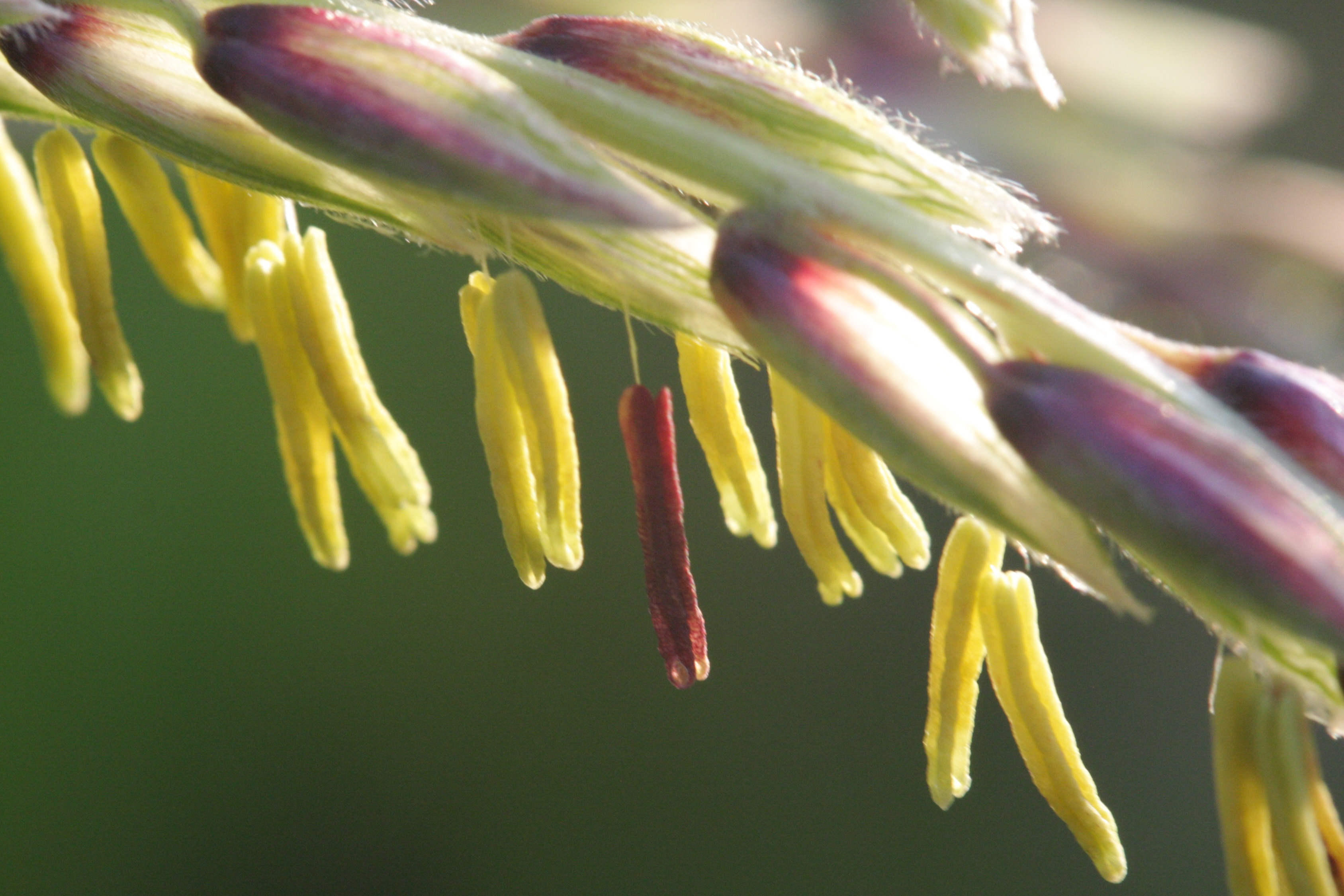
Hoa đực
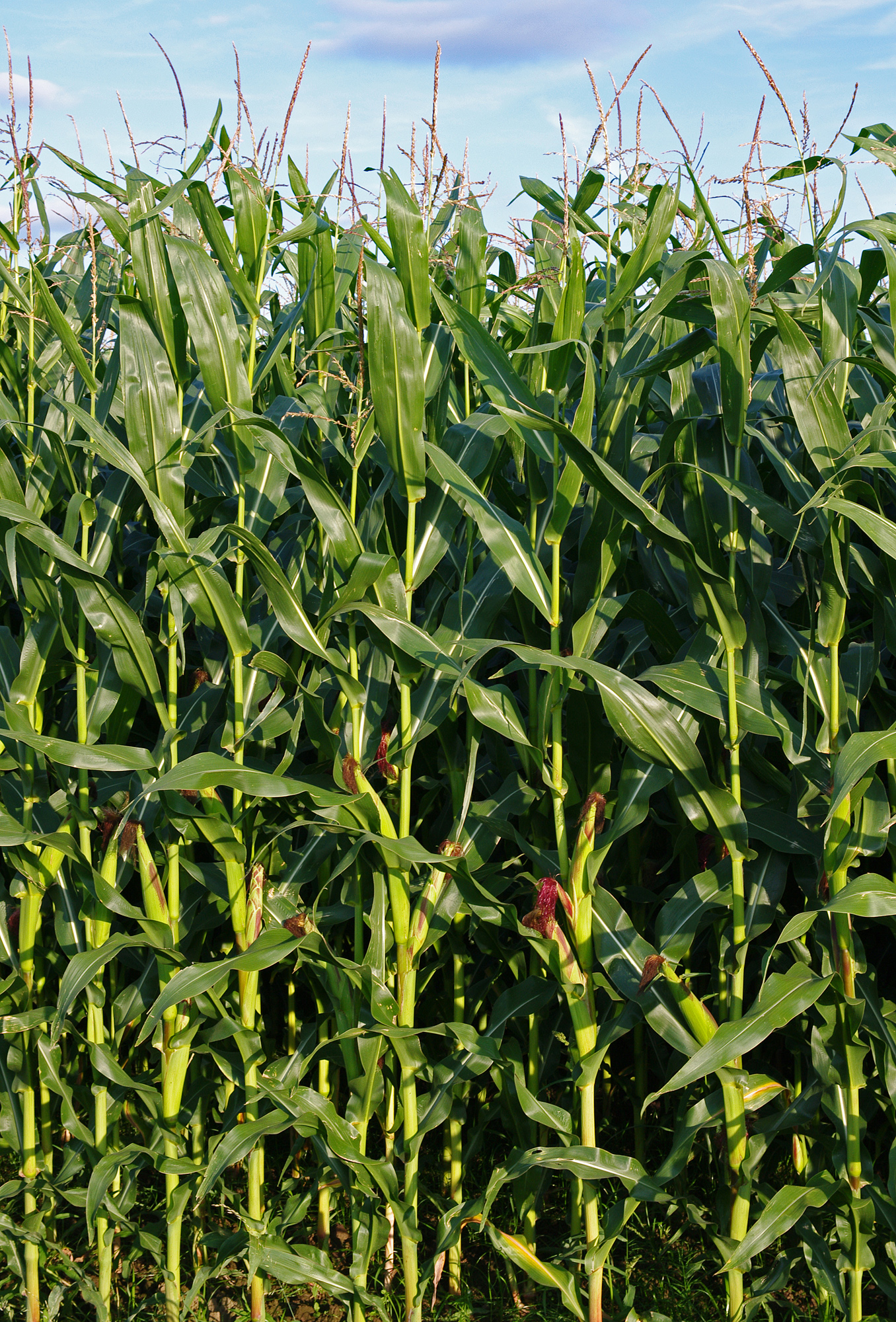
Cây ngô trưởng thành
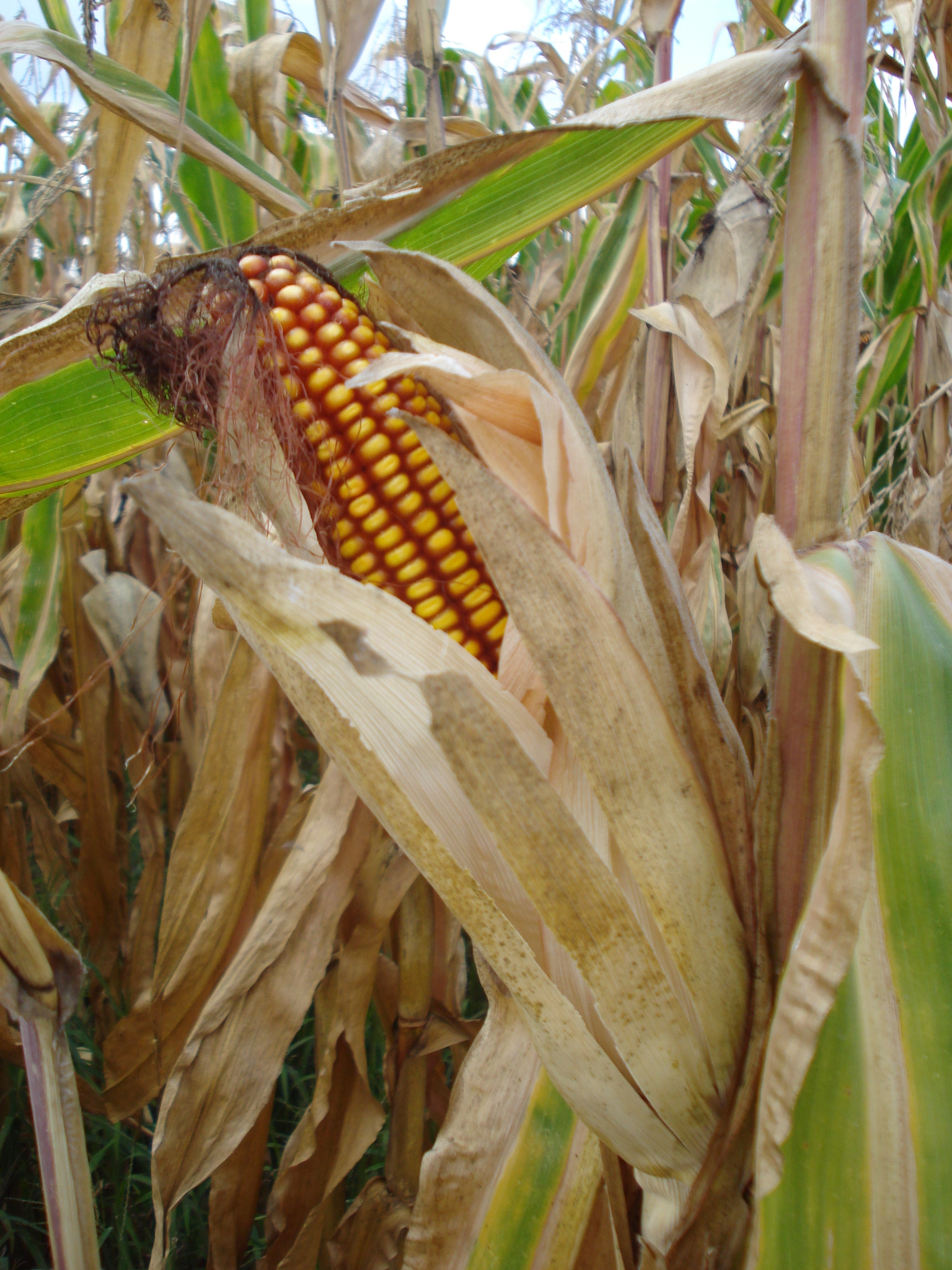
Tai ngô trưởng thành trên thân cây

Mật độ trồng ảnh hưởng đến nhiều khía cạnh của cây ngô. Các kỹ thuật canh tác hiện đại ở các nước phát triển thường dựa vào việc trồng dày, tạo ra một bắp ngô trên một thân cây. Các luống ngô làm thức ăn xanh thậm chí còn dày hơn và đạt tỷ lệ bắp thấp hơn và nhiều vật chất thực vật hơn.
Ngô là một cây ngày ngắn bắt buộc và ra hoa trong một số ngày sinh trưởng nhất định > 10 °C (50 °F) trong môi trường mà nó được thích nghi. Cường độ ảnh hưởng của những đêm dài đến số ngày phải trôi qua trước khi ngô ra hoa được quy định bởi gen di truyền và được điều chỉnh bởi hệ thống Phytochrome. Tính quang chu kỳ có thể khác thường ở các giống cây nhiệt đới, chẳng hạn như những ngày dài đặc trưng của vĩ độ cao hơn cho phép cây phát triển quá cao đến mức không có đủ thời gian để tạo hạt trước khi bị sương giá giết chết. Tuy nhiên, những thuộc tính này có thể hữu ích trong việc sử dụng ngô nhiệt đới làm nhiên liệu sinh học.
Chồi ngô non tích lũy một chất kháng sinh mạnh mẽ, 2,4-dihydroxy-7-methoxy-1,4-benzoxazin-3-one (DIMBOA). DIMBOA là một thành viên của nhóm các axit hydroxamic (còn được gọi là benzoxazinoid) đóng vai trò là cơ chế phòng vệ tự nhiên chống lại nhiều loại dịch hại, bao gồm côn trùng, nấm và vi khuẩn gây bệnh. DIMBOA cũng được tìm thấy trong các loại cỏ liên quan, đặc biệt là lúa mì. Một đột biến ngô (bx) thiếu DIMBOA rất dễ bị tấn công bởi rệp và nấm. DIMBOA cũng chịu trách nhiệm cho khả năng kháng tương đối của ngô non đối với sâu đục thân ngô châu Âu (họ Crambidae). Khi ngô trưởng thành, mức độ DIMBOA và khả năng kháng sâu đục thân ngô giảm.

Do có rễ nông nên ngô dễ bị khô hạn, không chịu được đất nghèo dinh dưỡng và dễ bị bật gốc bởi gió mạnh.

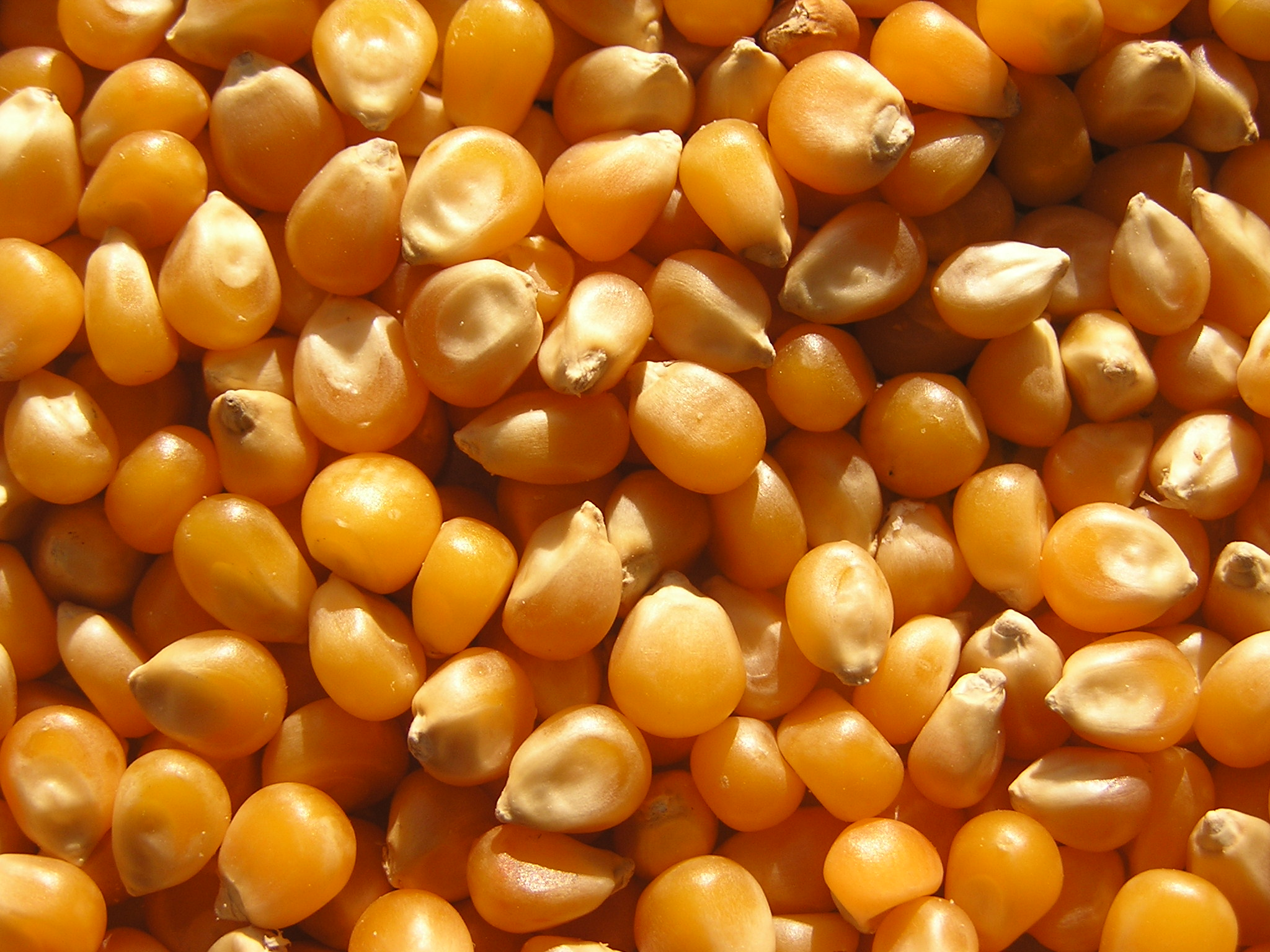
hạt ngô
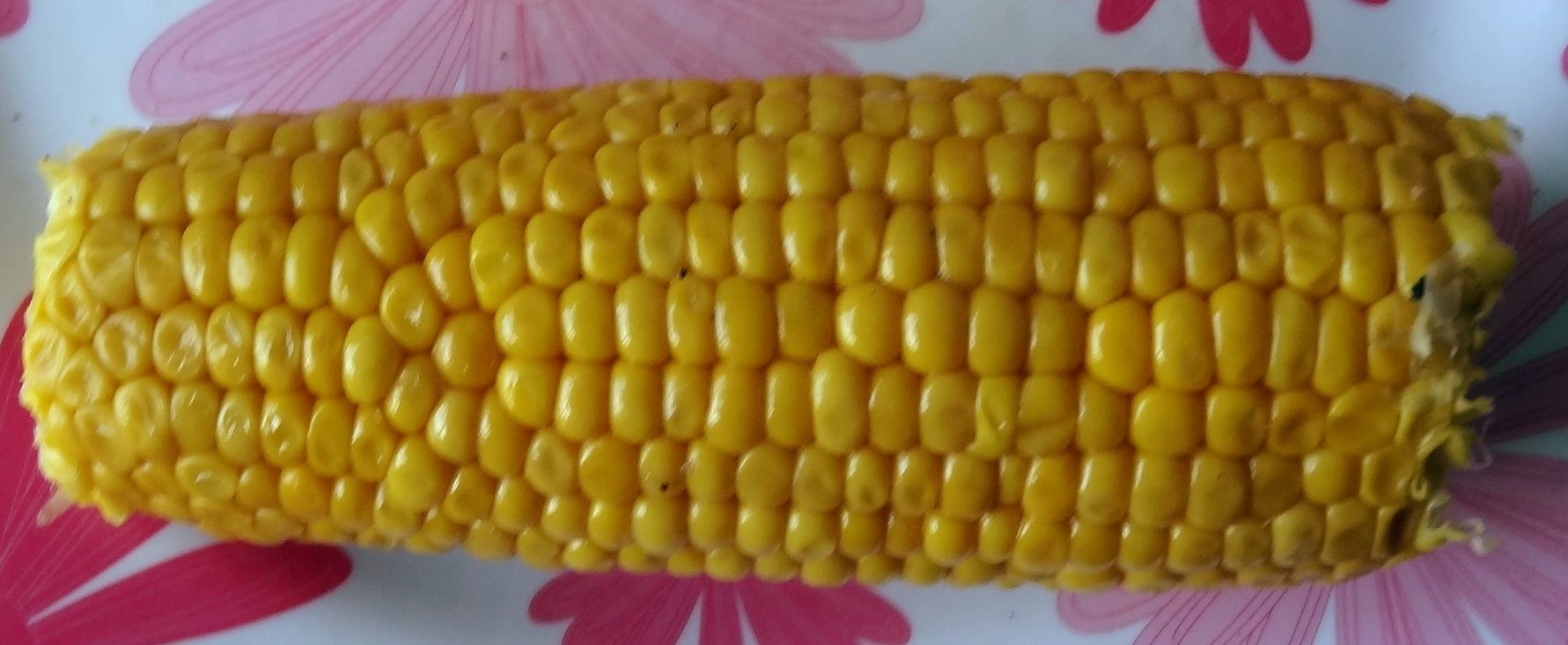
Bắp ngô có hàng hạt không đều

Trong khi ngô vàng có màu từ lutein và zeaxanthin, ở ngô màu đỏ, màu sắc của hạt nhân là do anthocyanins và phlobaphenes. Các chất sau này được tổng hợp trong con đường tổng hợp flavonoid từ quá trình polymer hóa của flavan-4-ols thông qua sự biểu hiện của gen pericarp color1 (p1) của ngô mã hóa cho một chất hoạt hóa phiên mã giống R2R3 myb của gen A1 mã hóa cho dihydroflavonol 4-reductase (khử dihydroflavonol thành flavan-4-ols) trong khi một gen khác (Suppressor of Pericarp Pigmentation 1 hoặc SPP1) hoạt động như một chất ức chế. Gen p1 mã hóa một chất hoạt hóa phiên mã giống Myb của các gen cần thiết cho sinh tổng hợp các sắc tố phlobaphene đỏ, trong khi alen P1-wr quy định vỏ hạt không màu và lõi bắp đỏ, và yếu tố không ổn định cho cam1 (Ufo1) sửa đổi biểu hiện P1-wr để tạo ra sắc tố trong vỏ hạt, cũng như mô thực vật, vốn thường không tích lũy đáng kể các sắc tố phlobaphene. Gen P của ngô mã hóa một đồng đẳng Myb nhận ra trình tự CCT / AACC, trái ngược hoàn toàn với C / TAACGG được liên kết bởi các protein Myb của động vật có xương sống.
Lá bắp là lá liên quan chặt chẽ nhất với một bắp ngô đang phát triển cụ thể. Lá này và các lá phía trên đóng góp 70% đến 75% đến 90% vào việc lấp đầy hạt. Do đó, việc sử dụng thuốc diệt nấm là quan trọng nhất ở khu vực đó trong hầu hết các môi trường bệnh tật.

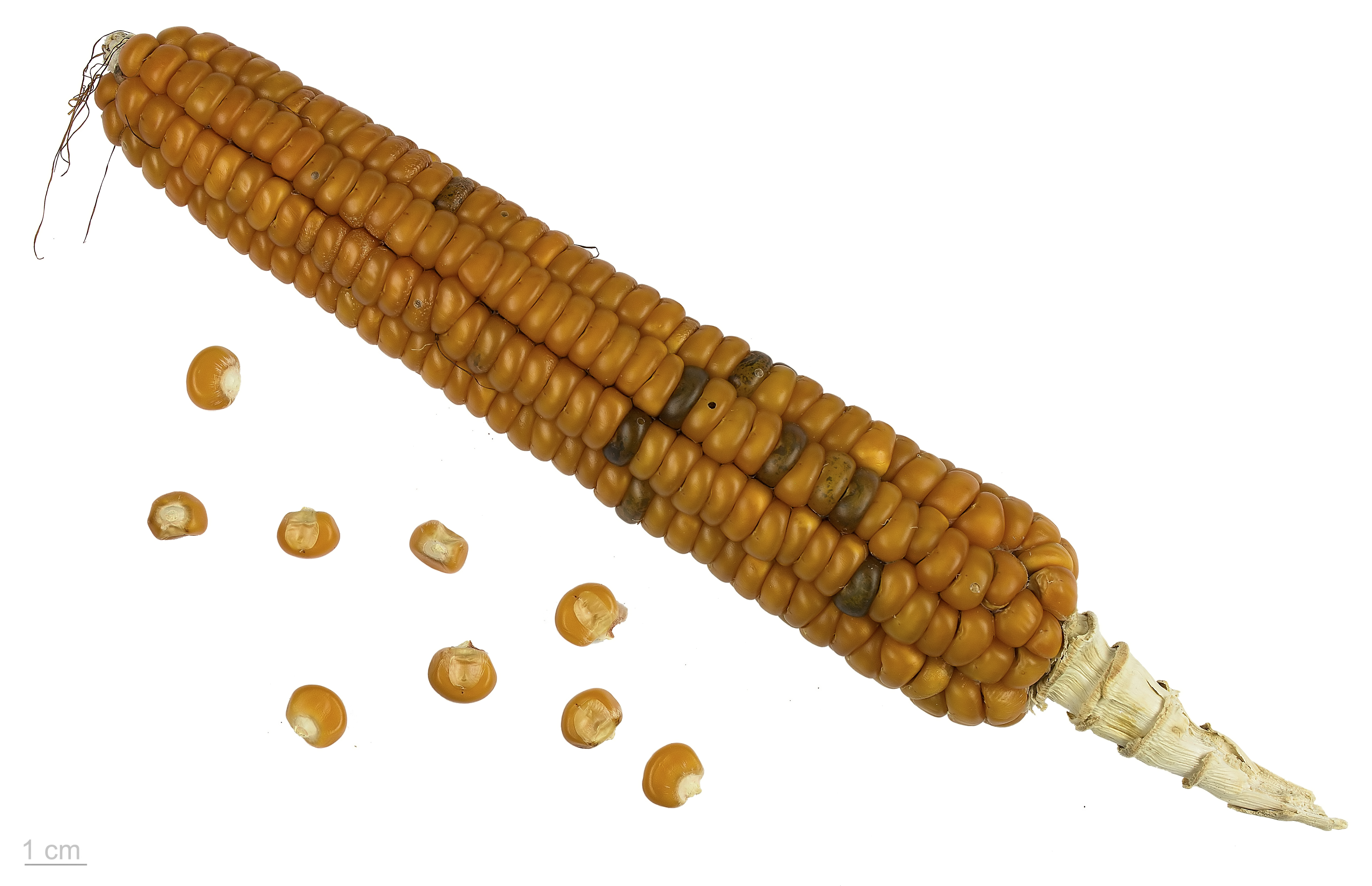
cv. 'Ottofile giallo Tortonese'' – MHNT
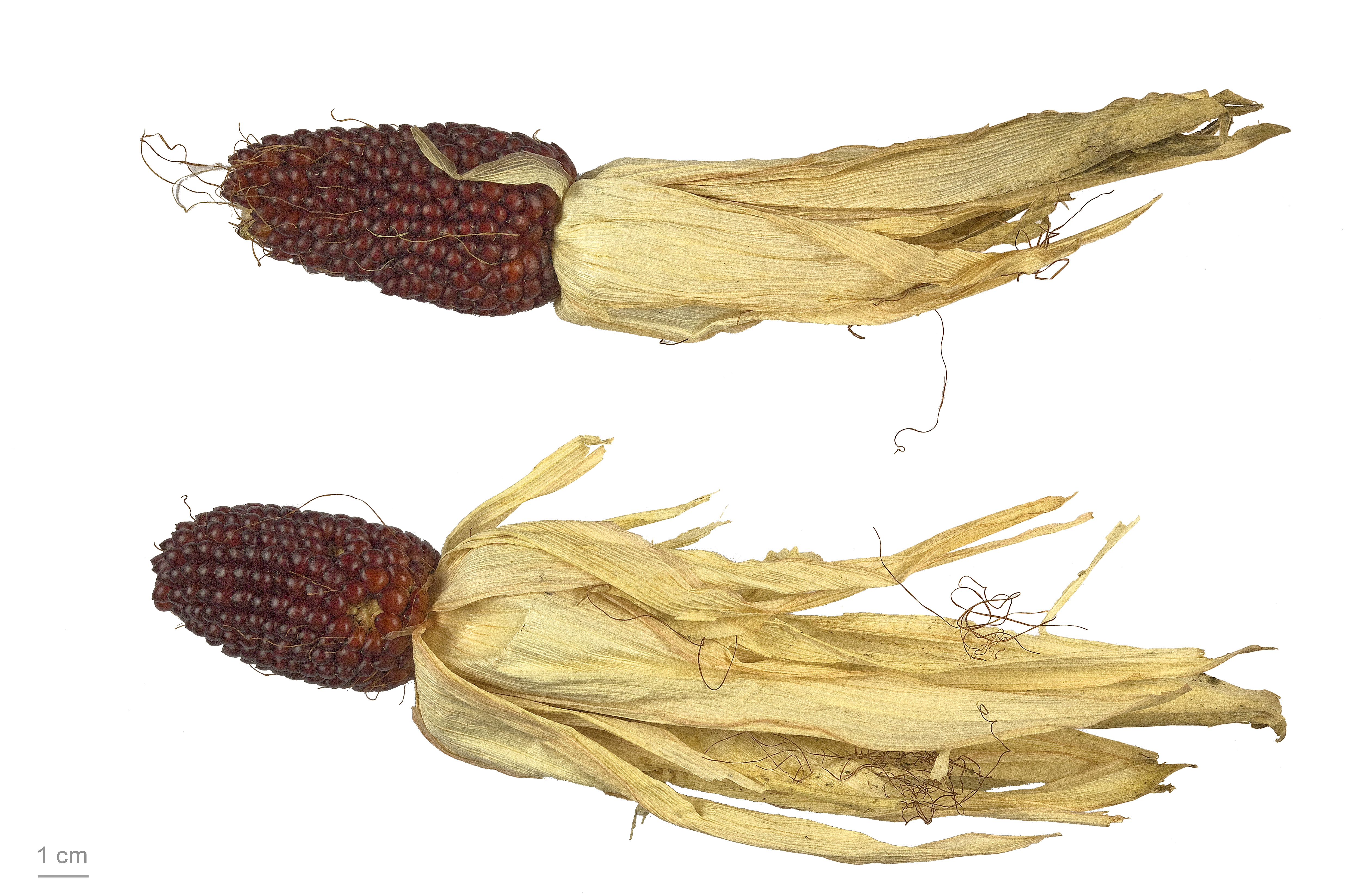
cv. "strawberry"—MHNT
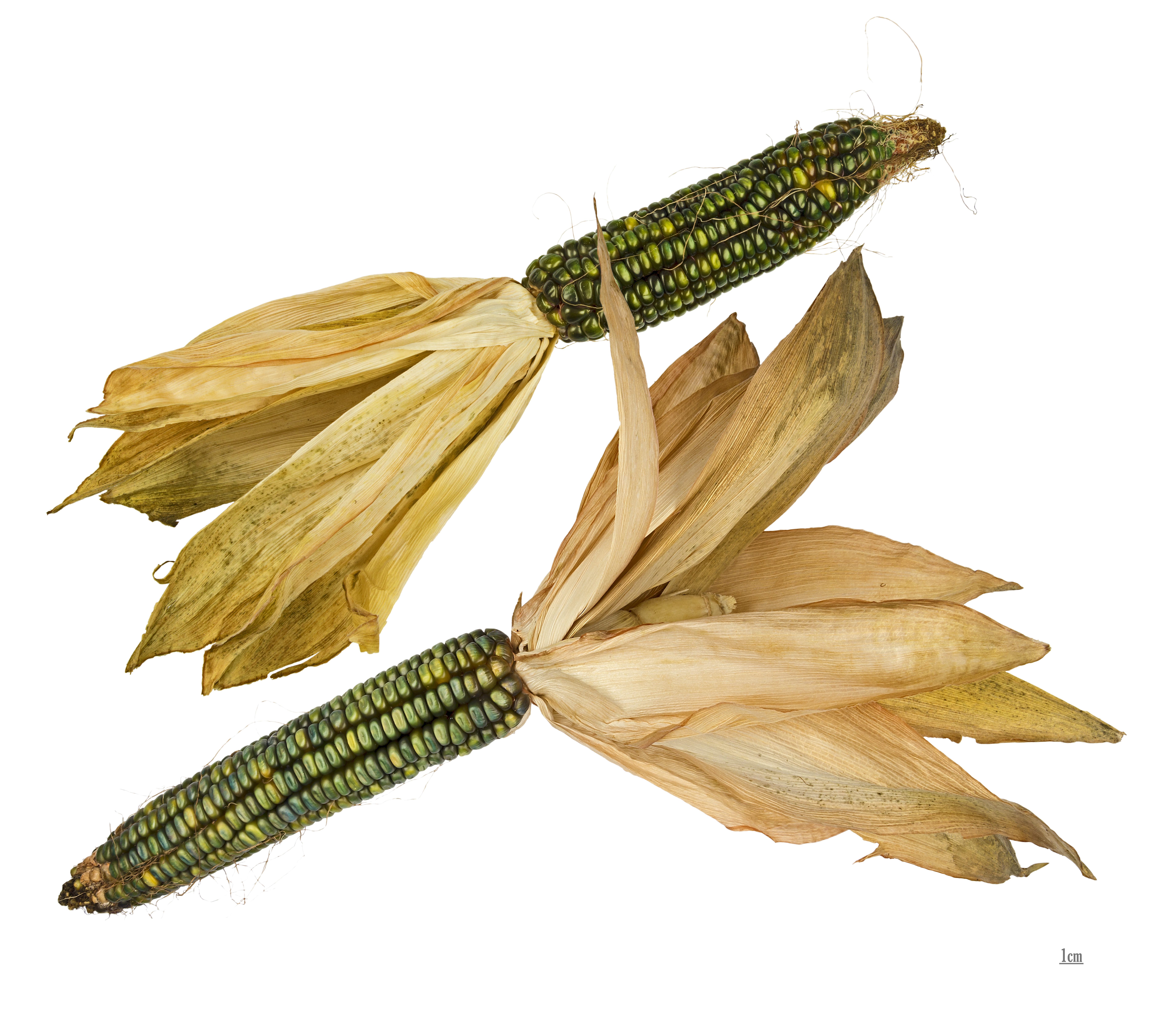
cv. "Oaxacan Green" MHNT
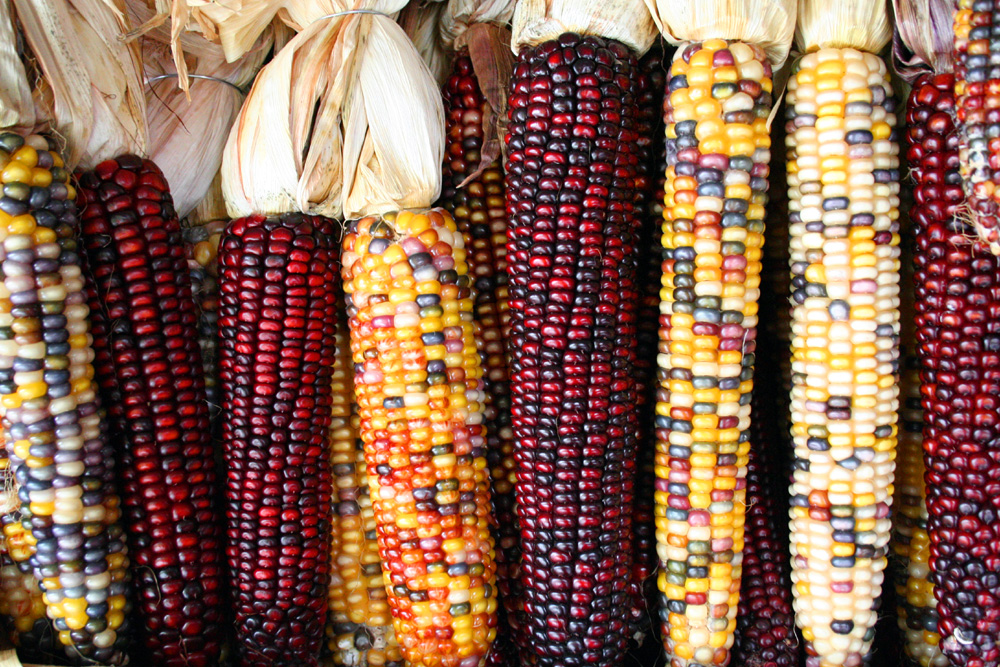
Variegated maize ears
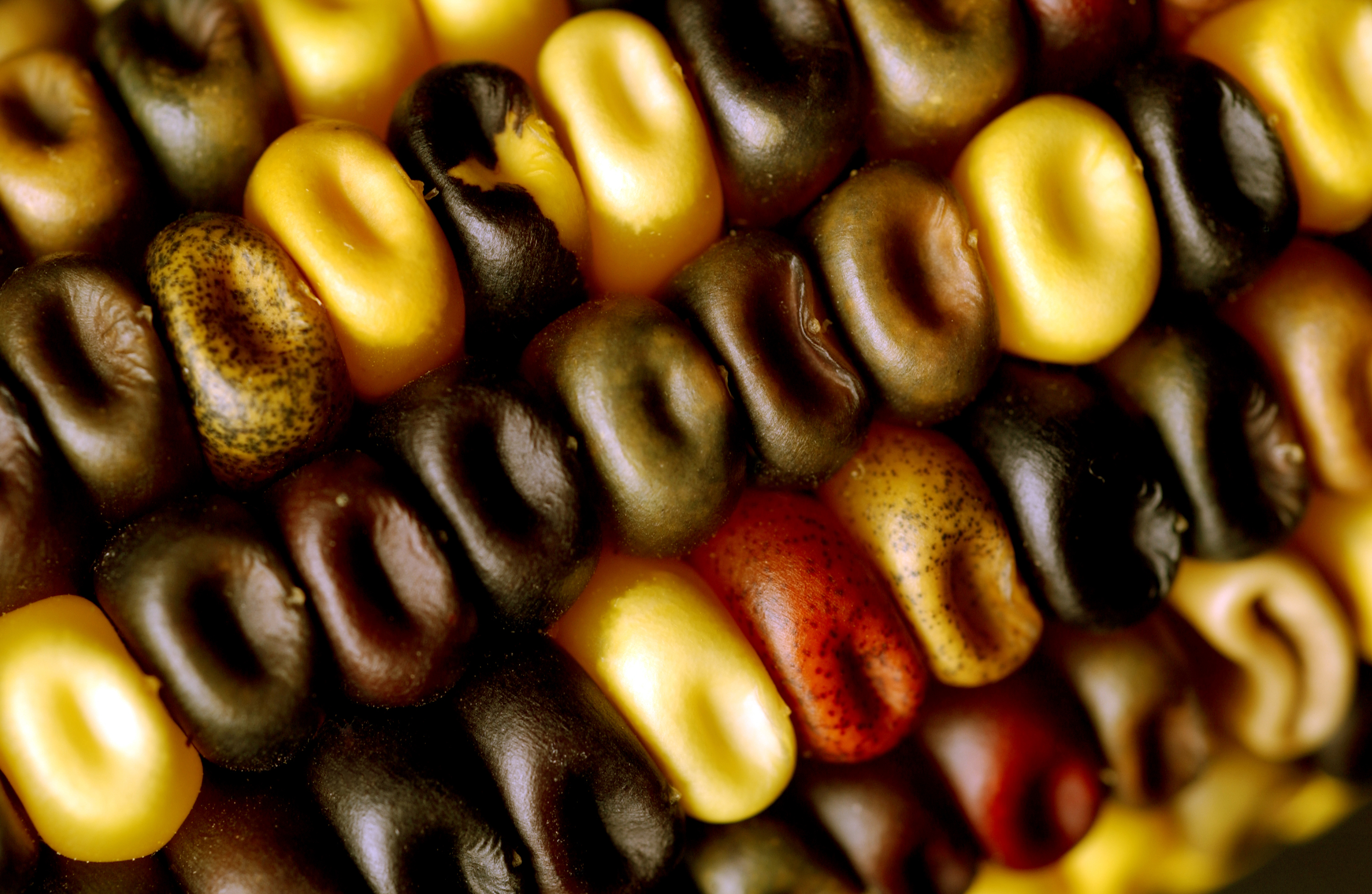
Multicolored corn kernels (CSIRO)

## Bộ gen và di truyền học

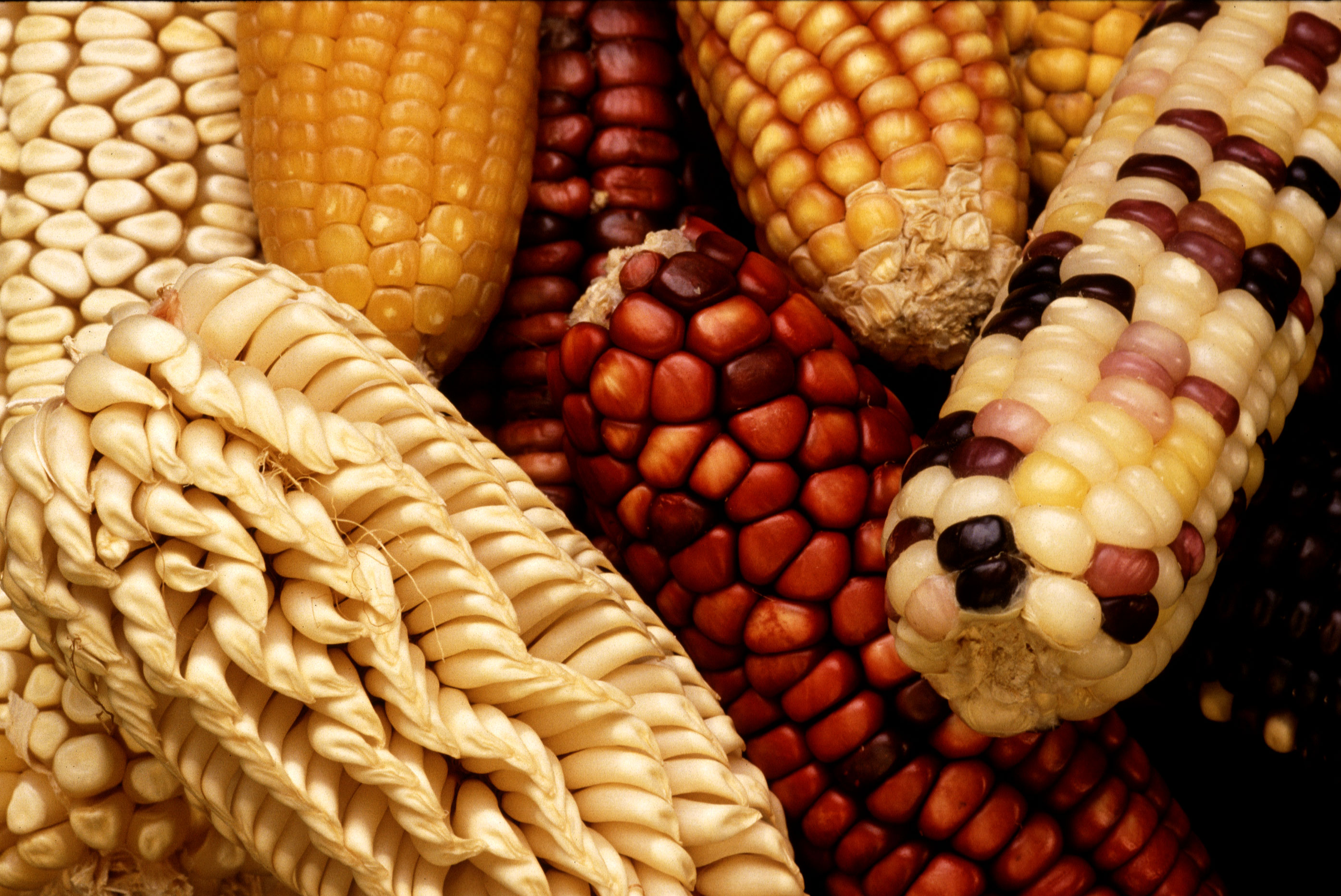
Các giống ngoại được thu thập để bổ sung đa dạng di truyền khi nhân giống chọn lọc các giống nội địa mới

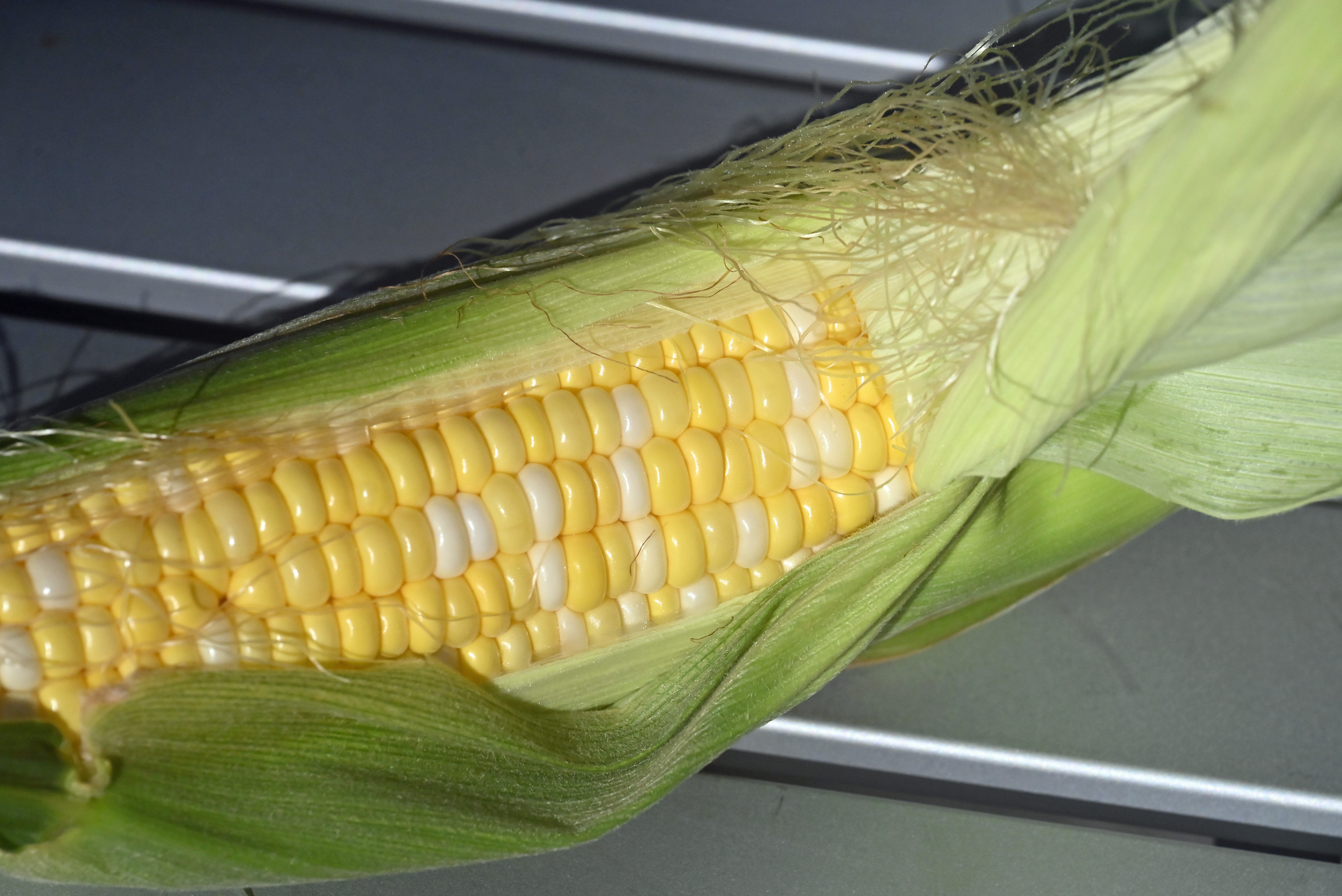
Có hạt trắng và vàng

Ngô là một loại cỏ hàng năm thuộc họ Gramineae, bao gồm các loại cây như lúa mì, lúa mạch đen, lúa mạch, lúa gạo, lúa miến và mía. Có hai loài chính thuộc chi Zea (trong tổng số sáu loài): Z. mays (maize) và Z. diploperennis, là một loại teosinte lâu năm. Giống teosinte hàng năm có tên là Z. m. mexicana là họ hàng gần nhất về mặt thực vật với maize. Nó vẫn mọc hoang ở Mexico và Guatemala.
Nhiều dạng ngô được sử dụng làm thực phẩm, đôi khi được phân loại thành các phân loài khác nhau dựa trên lượng tinh bột mà mỗi loại có:
- Flour corn: Z. m. var. amylacea
- Popcorn: Z. m. var. everta
- Dent corn : Z. m. var. indentata
- Flint corn: Z. m. var. indurata
- Sweet corn: Z. m. var. saccharata và Z. m. var. rugosa
- Waxy corn: Z. m. var. ceratina
- Amylomaize: Z. mays
- Pod corn: Z. m. var. tunicata Larrañaga ex A. St. Hil.
- Striped maize: Z. m. var. japonica

Hệ thống phân loại này đã được thay thế (mặc dù không hoàn toàn) trong 60 năm qua bởi các phân loại đa biến dựa trên ngày càng nhiều dữ liệu. Dữ liệu nông học đã được bổ sung bởi các đặc điểm thực vật để phân loại ban đầu mạnh mẽ, sau đó là bằng chứng di truyền, tế bào học, protein và DNA. Hiện nay, các danh mục là các dạng (ít được sử dụng), giống, phức hợp giống và gần đây là các nhánh.
Ngô là một loài lưỡng bội với 20 nhiễm sắc thể (n = 10). Tổng chiều dài của các nhiễm sắc thể là 1500 cM. Một số nhiễm sắc thể ngô có những thứ được gọi là "nút nhiễm sắc thể": các miền heterochromatic lặp đi lặp lại cao nhuộm màu tối. Từng nút riêng lẻ là đa hình giữa các giống ngô và teosinte. Một nghiên cứu năm 2012 cho thấy 83% biến thể alen trong bộ gen có nguồn gốc từ tổ tiên teosinte của nó, chủ yếu là do khả năng tự do giao phối của Zeas.
Barbara McClintock đã sử dụng các dấu hiệu nút này để xác nhận lý thuyết transposon của cô về "gen nhảy", nhờ đó cô đã giành được Giải Nobel Sinh lý học hoặc Y học năm 1983. Ngô vẫn là một sinh vật mô hình quan trọng cho di truyền học và sinh học phát triển cho đến ngày nay.
Centromere có hai loại thành phần cấu trúc, cả hai đều chỉ được tìm thấy ở centromere: Các mảng lớn CentC, một DNA vệ tinh ngắn, và một số ít retrotransposon. B nhiễm sắc thể, không giống như những nhiễm sắc thể khác, chứa một đoạn lặp bổ sung mở rộng sang các vùng lân cận của nhiễm sắc thể. Centromere có thể vô tình co lại trong quá trình phân chia và vẫn hoạt động, mặc dù người ta cho rằng điều này sẽ thất bại nếu nó co lại dưới vài trăm kilobase. Kinetochores chứa RNA có nguồn gốc từ centromere. Các vùng centromere có thể trở nên không hoạt động và có thể tiếp tục ở trạng thái đó nếu nhiễm sắc thể vẫn có một vùng hoạt động khác.
Trung tâm Nghiên cứu Nguồn gen Hợp tác Giống ngô (Maize Genetics Cooperation Stock Center), được tài trợ bởi Cơ quan Nghiên cứu Nông nghiệp USDA và đặt tại Khoa Khoa học Trồng trọt thuộc Đại học Illinois tại Urbana-Champaign, là một trung tâm nghiên cứu các đột biến ngô. Bộ sưu tập tổng cộng có gần 80.000 mẫu. Phần lớn bộ sưu tập bao gồm một vài trăm gen được đặt tên, cộng với các kết hợp gen bổ sung và các biến thể di truyền khác. Có khoảng 1000 đột biến nhiễm sắc thể (ví dụ: chuyển vị và đảo ngược) và các chủng có số lượng nhiễm sắc thể bất thường (ví dụ: thể tứ bội). Dữ liệu di truyền mô tả các chủng đột biến ngô cũng như vô số dữ liệu khác về di truyền ngô có thể được truy cập tại Cơ sở dữ liệu Di truyền học và Bản đồ gen ngô (Maize Genetics and Genomics Database).
Năm 2005, Quỹ Khoa học Quốc gia Hoa Kỳ (NSF), Bộ Nông nghiệp (USDA) và Bộ Năng lượng (DOE) đã thành lập một liên minh để giải trình tự bộ gen ngô B73. Dữ liệu trình tự DNA thu được đã được gửi ngay lập tức vào GenBank, một kho lưu trữ công khai cho dữ liệu trình tự bộ gen. Các trình tự và chú thích bộ gen cũng đã được công bố trên trang web chính thức của dự án trong suốt thời gian thực hiện dự án.
Trình tự bộ gen ngô ban đầu được hoàn thành vào năm 2008. Năm 2009, liên minh đã công bố kết quả của nỗ lực giải trình tự của mình. Bộ gen, 85% trong số đó được tạo thành từ các transposon, được phát hiện chứa 32.540 gen (để so sánh, bộ gen người chứa khoảng 2,9 tỷ base và 26.000 gen). Phần lớn bộ gen ngô đã được nhân đôi và sắp xếp lại bởi helitrons - một nhóm transposon vòng tròn lăn.
Ở Z. mays và nhiều loài thực vật có hoa khác, motif MADS-box tham gia vào quá trình phát triển hoa. Nghiên cứu ban đầu ở một số loài thực vật có hoa làm mô hình, bao gồm Z. mays là khởi đầu cho nghiên cứu về quá trình tiến hóa phân tử của cấu trúc hoa nói chung, cũng như vai trò của chúng ở thực vật không có hoa.
Các giống ngô khác nhau về khả năng kháng côn trùng, bao gồm cả sâu đục thân. CIMMYT duy trì một bộ sưu tập lớn các giống ngô đã được thử nghiệm và phân loại về khả năng kháng côn trùng.
Kompetitive Allele Specific PCR là một phương pháp hữu ích để xác định kiểu gen đa hình một nucleotide (SNP) trong lai tạo phân tử cho cây trồng này.

## Nguồn gốc

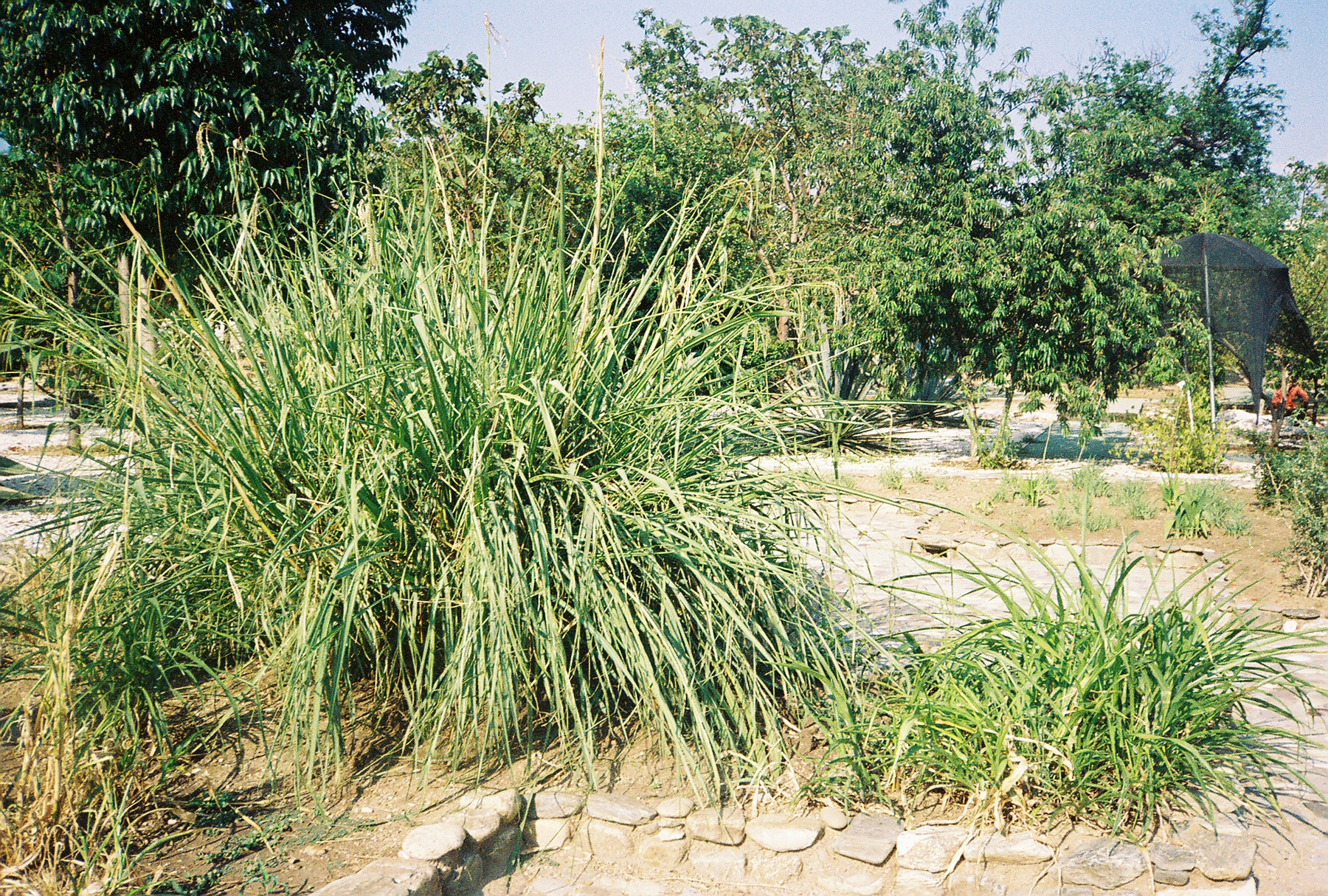
Hai loại cỏ ngô được coi là nguồn gốc của ngô

### Kết nối với phân loài 'parviglumis'

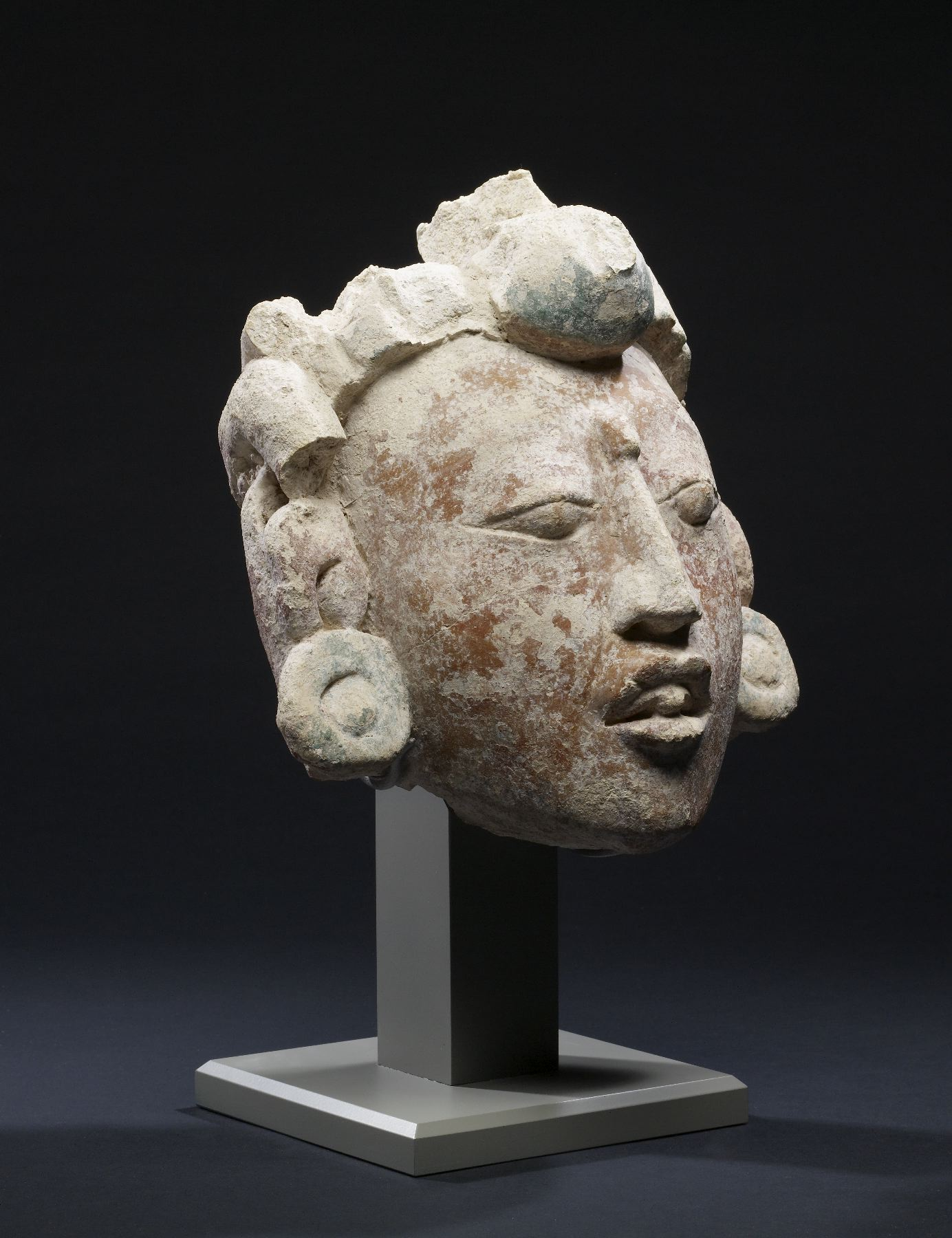
Đầu trát vữa của Maya Maize God, 550–850 AD

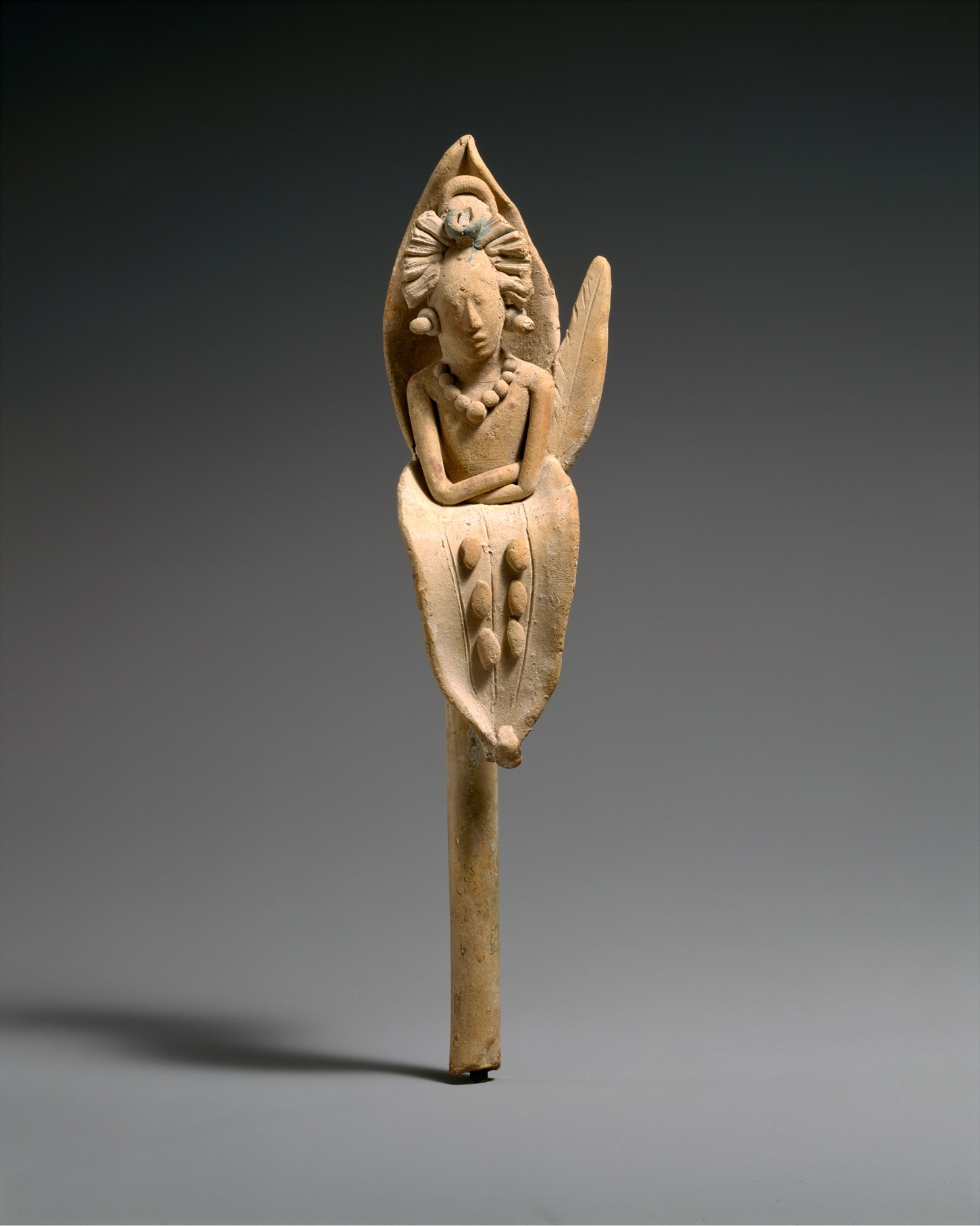
Tượng gốm trên đảo Jaina của vị thần Maya trẻ tuổi xuất hiện từ bông ngô, 600–900 sau Công nguyên

### Sâu bọ

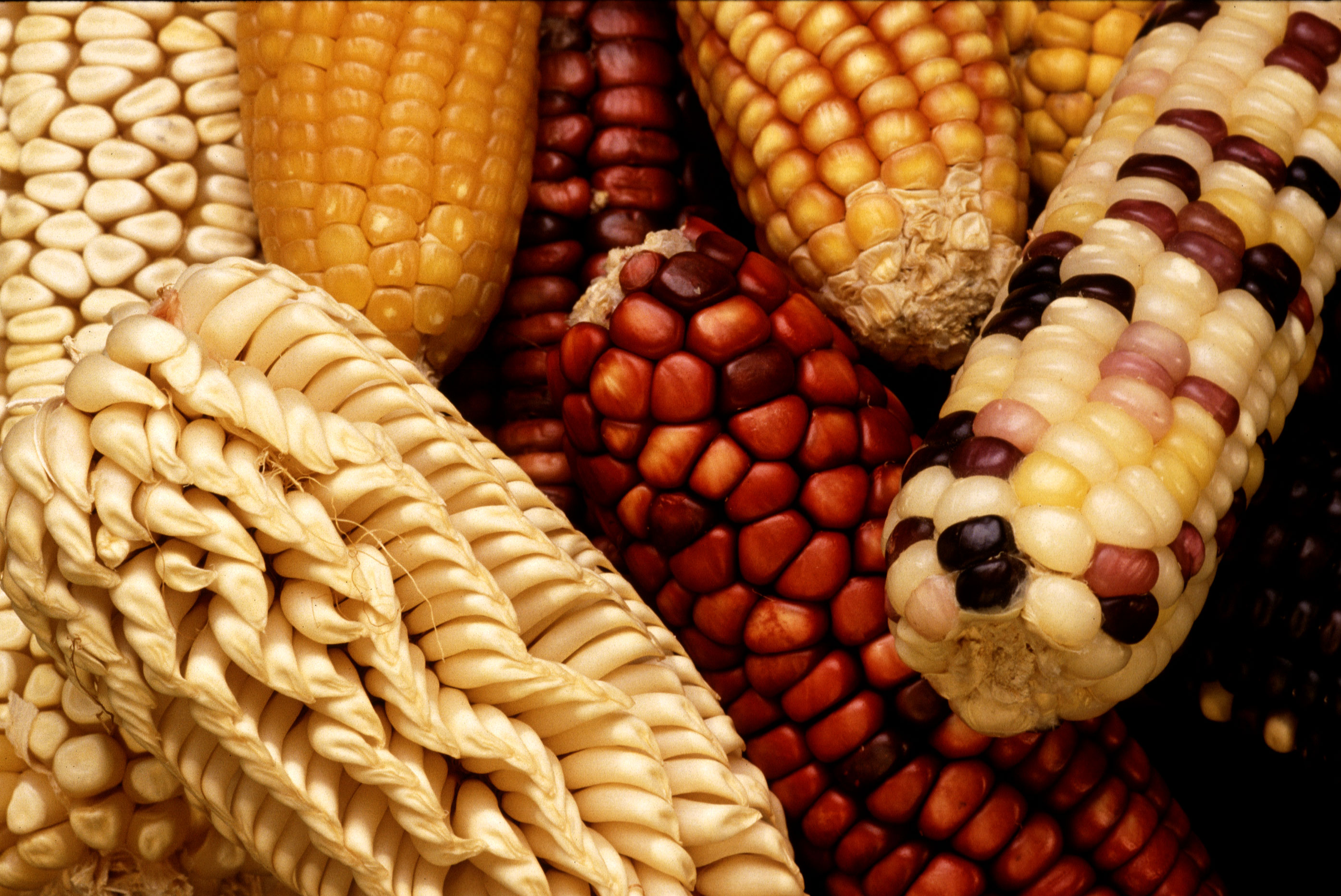
Các loại ngô kỳ dị được thu thập để bổ sung cho đa dạng gen khi nhân giống chọn lọc các giống ngô thuần hóa mới.

## Sử dụng

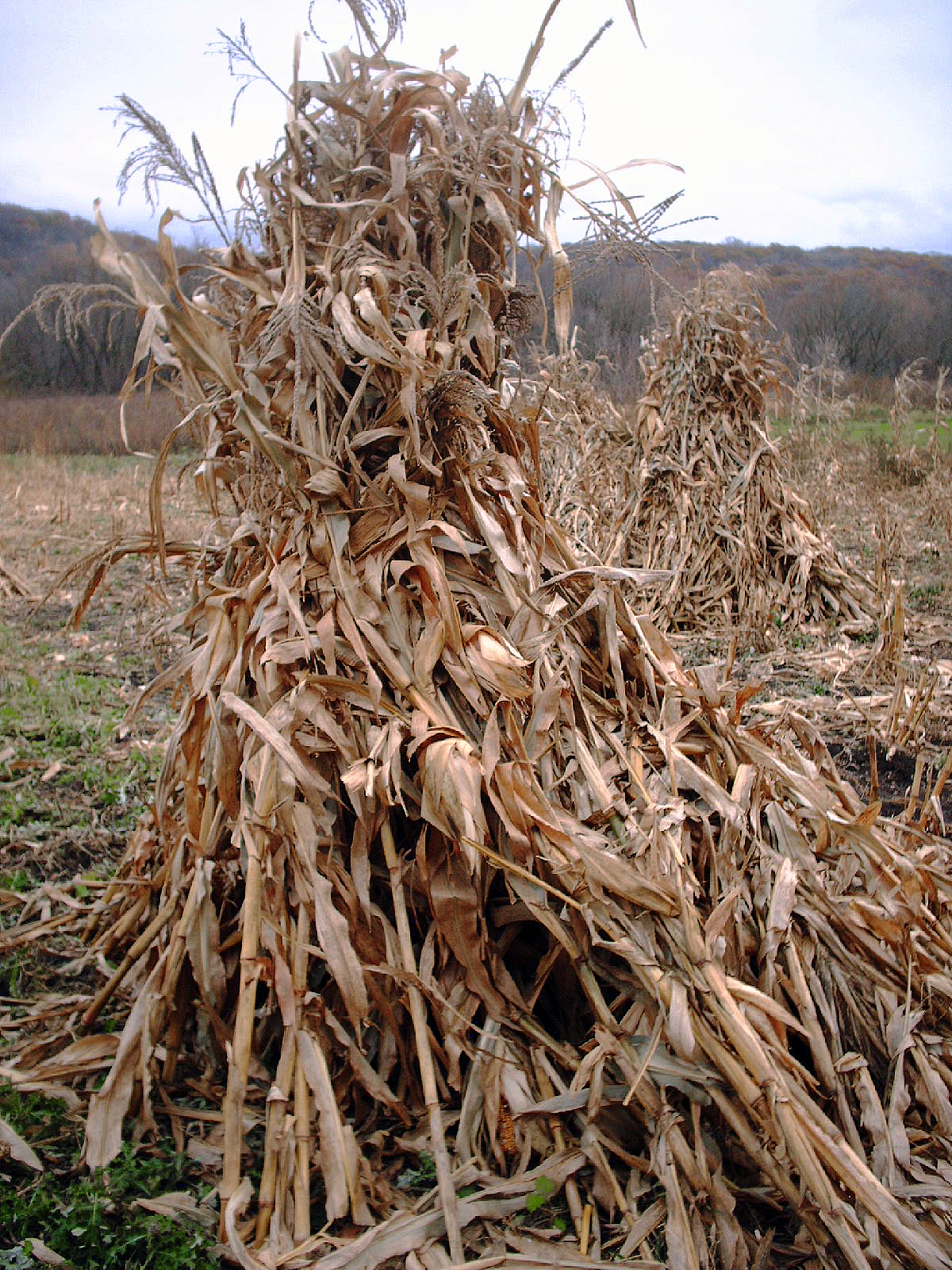
Các đống cây ngô là thói quen thu hoạch truyền thống.

### Ẩm thực

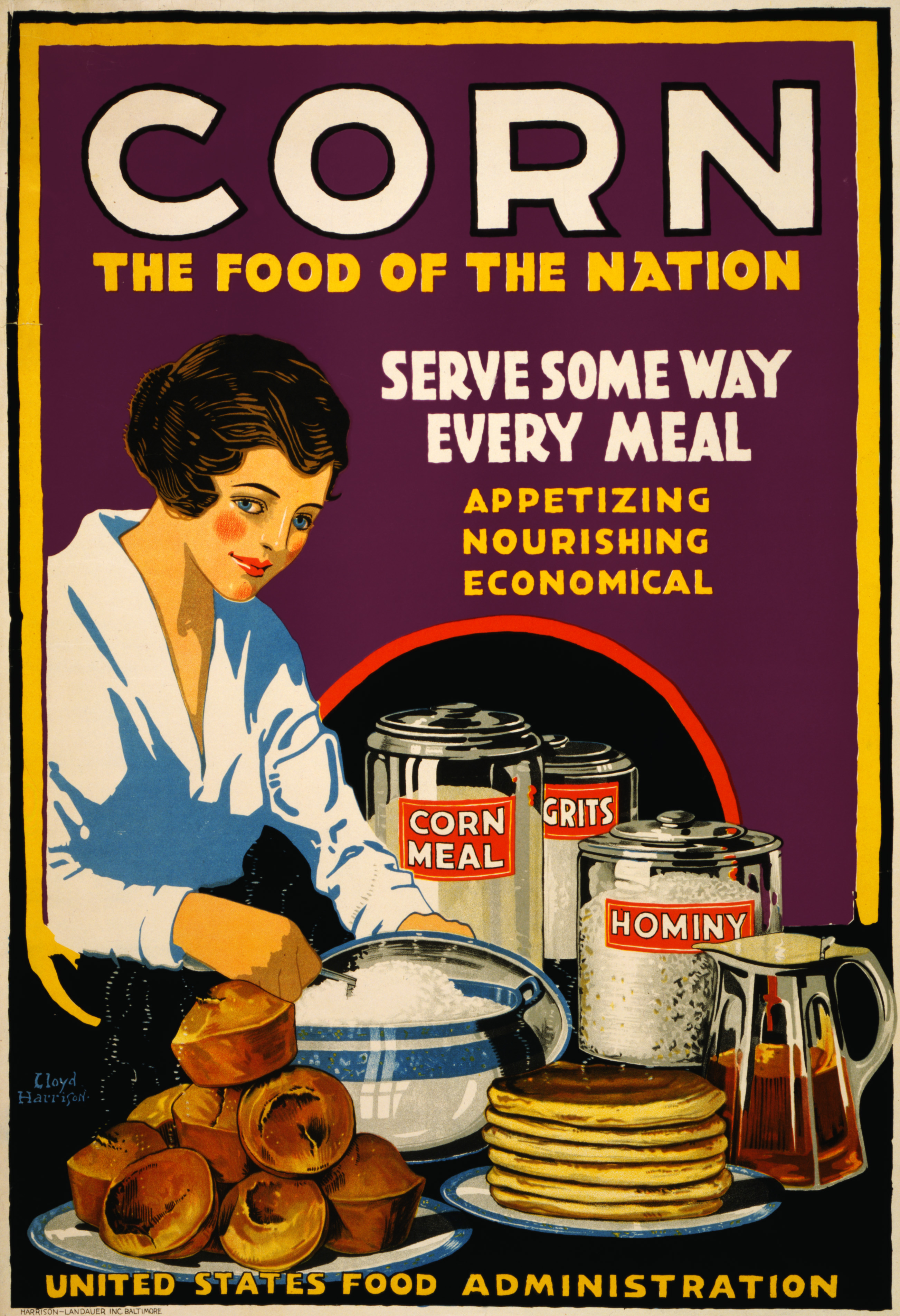
Áp phích cho thấy một người phụ nữ đang phục vụ bánh muffin, bánh kếp và bột grits, với các hộp đựng trên bàn được dán nhãn là bột ngô, grits và hominy, Cục Quản lý Thực phẩm Hoa Kỳ, 1918

### Nhiên liệu sinh học

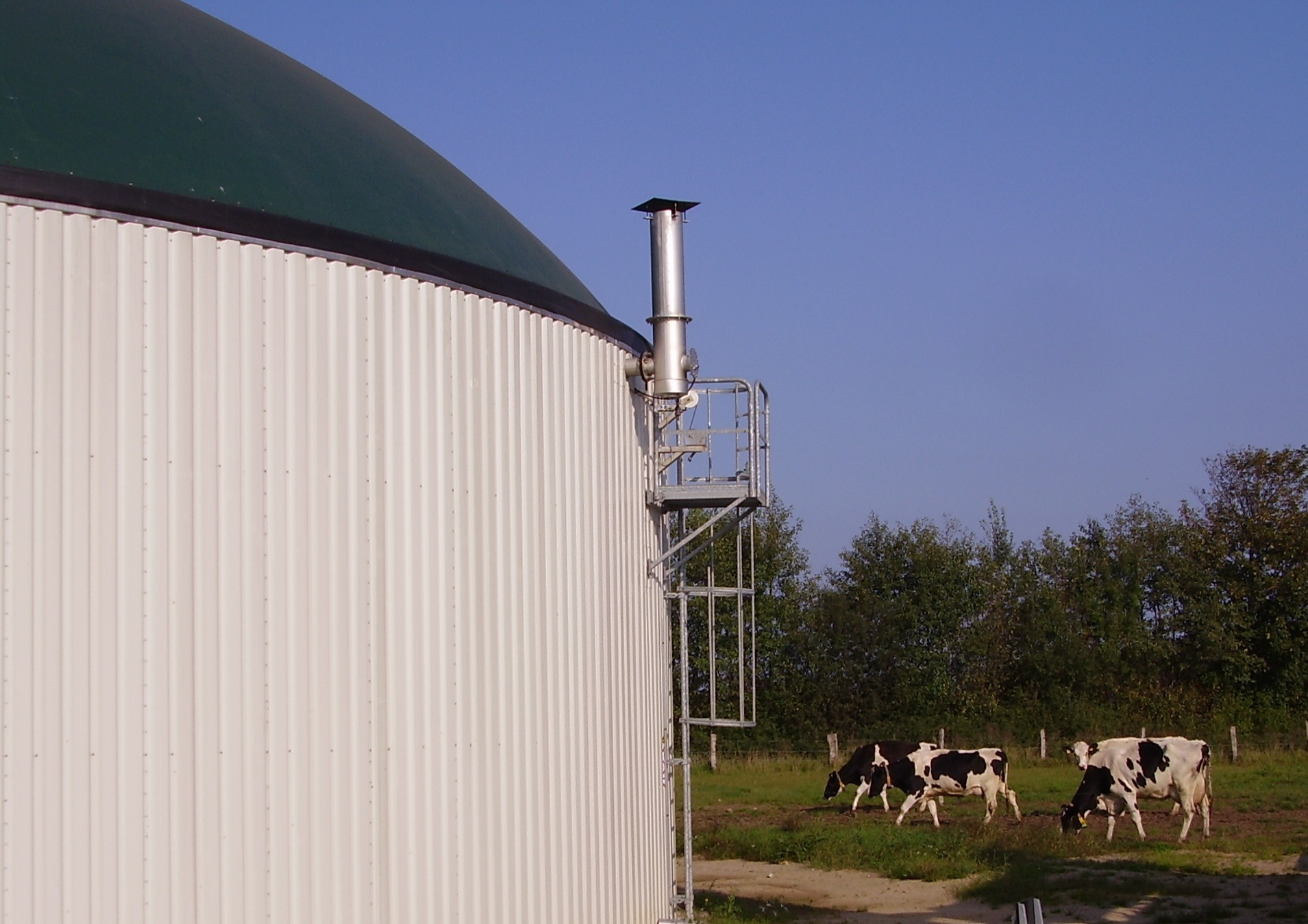
Bể ủ biogas ngô silage tại nông trại gần Neumünster ở Đức, năm 2007. Mái che bằng bạt xanh được nâng lên bởi biogas được lưu trữ trong bể ủ.

## Thư viện ảnh

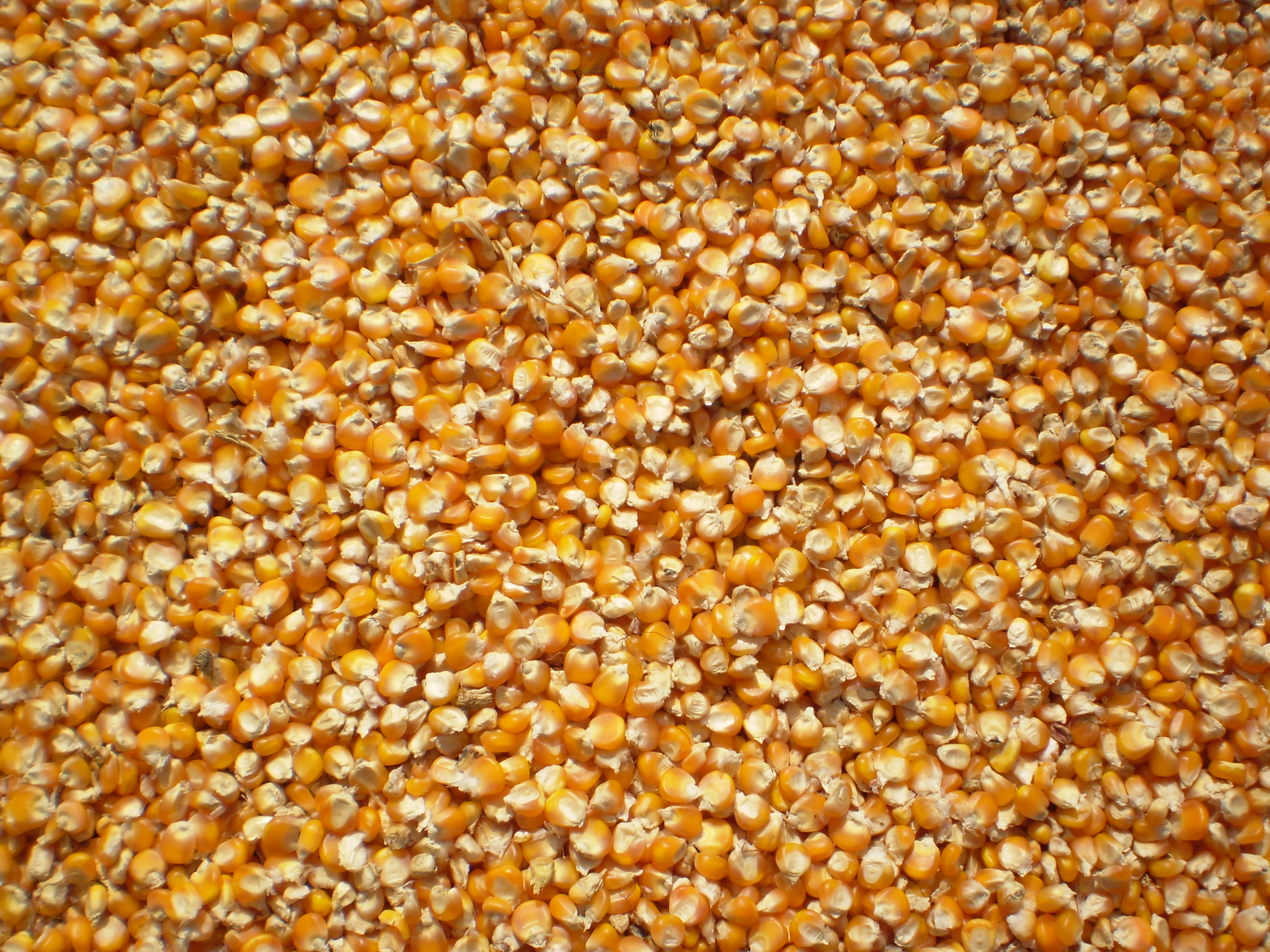
Hạt ngô vàng sau khi thu hoạch
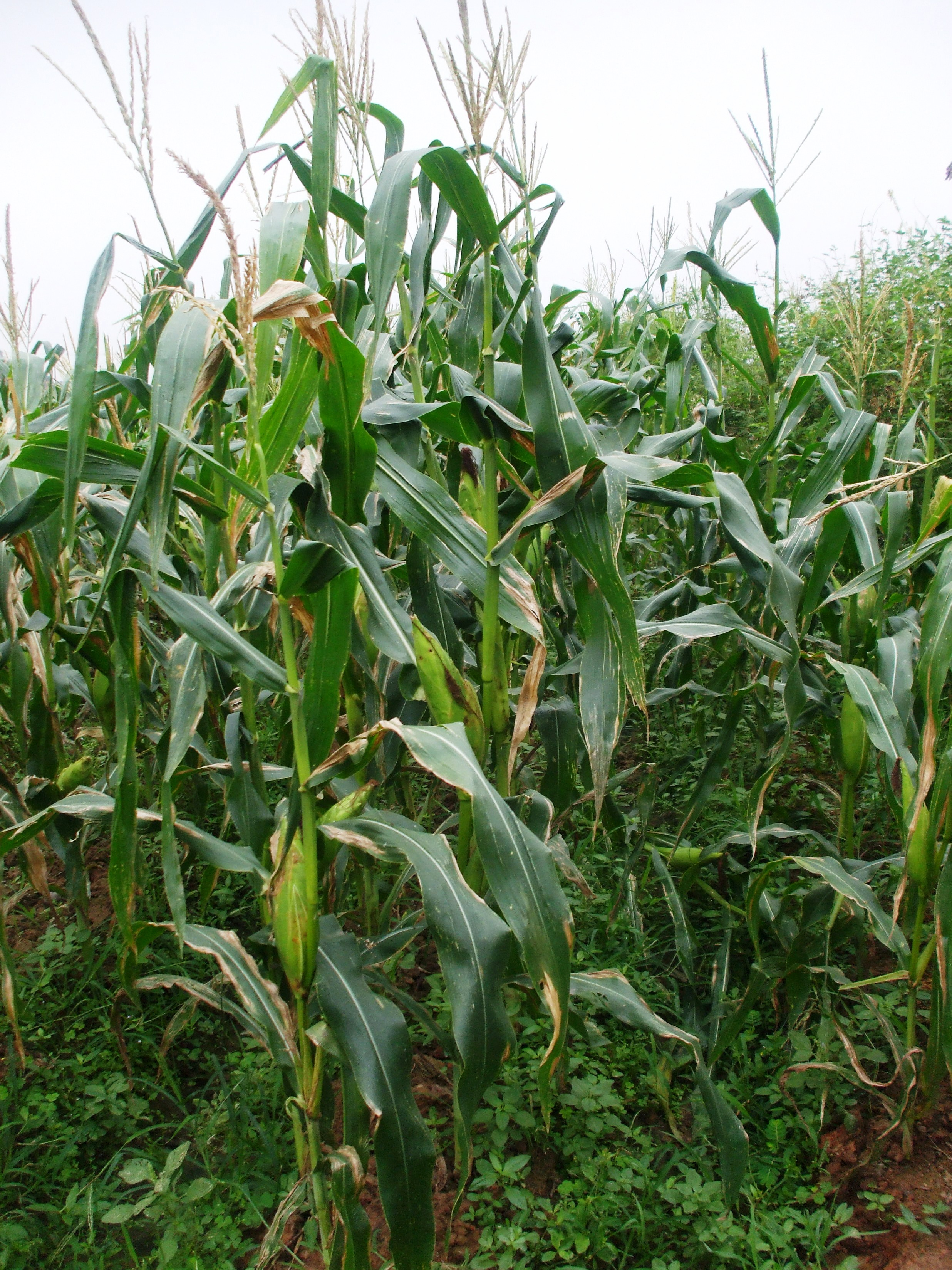
Cây ngô khi lớn lên
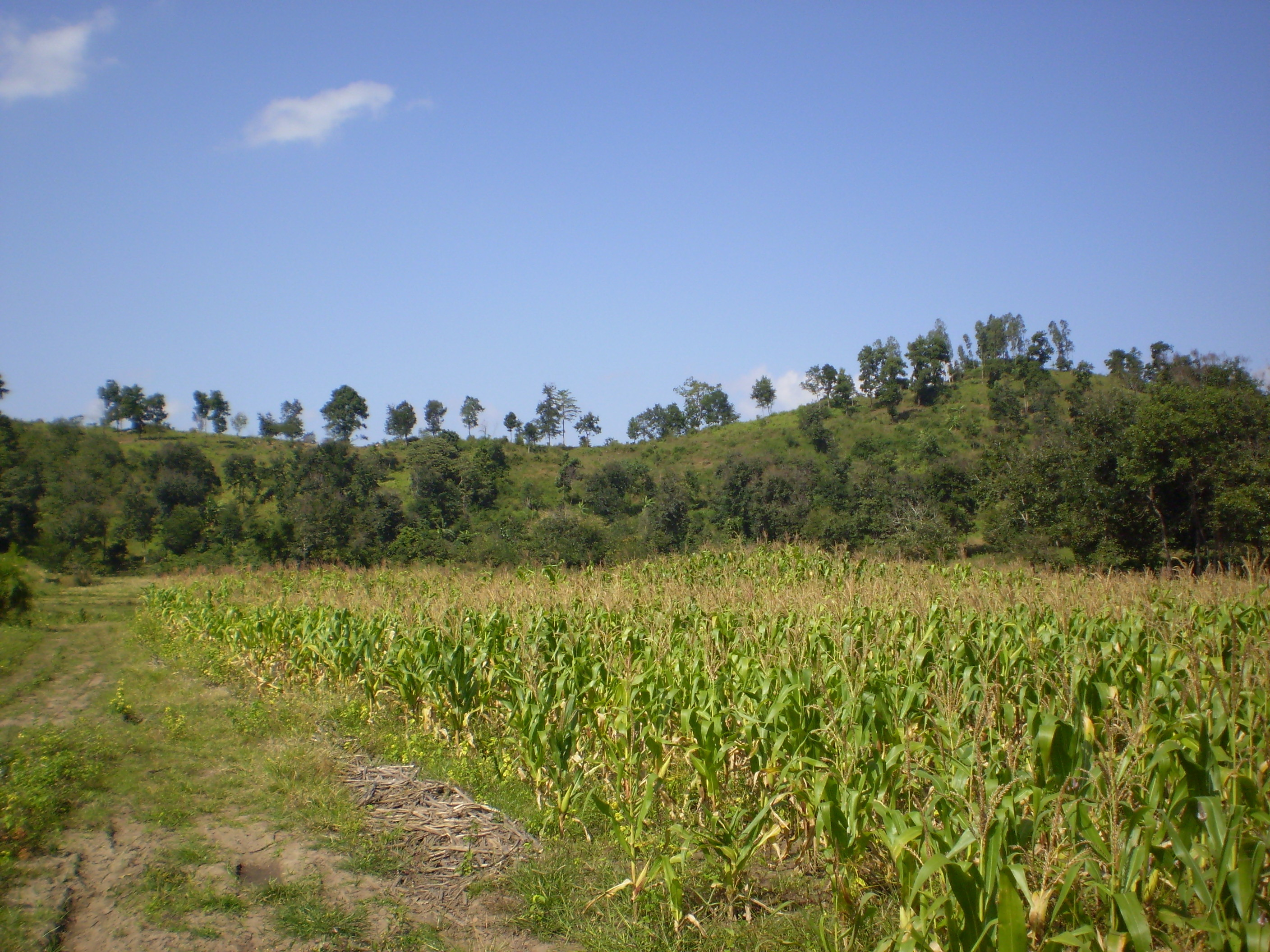
Rẫy ngô của đồng bào Êđê Cư Kuin, Đắk Lắk
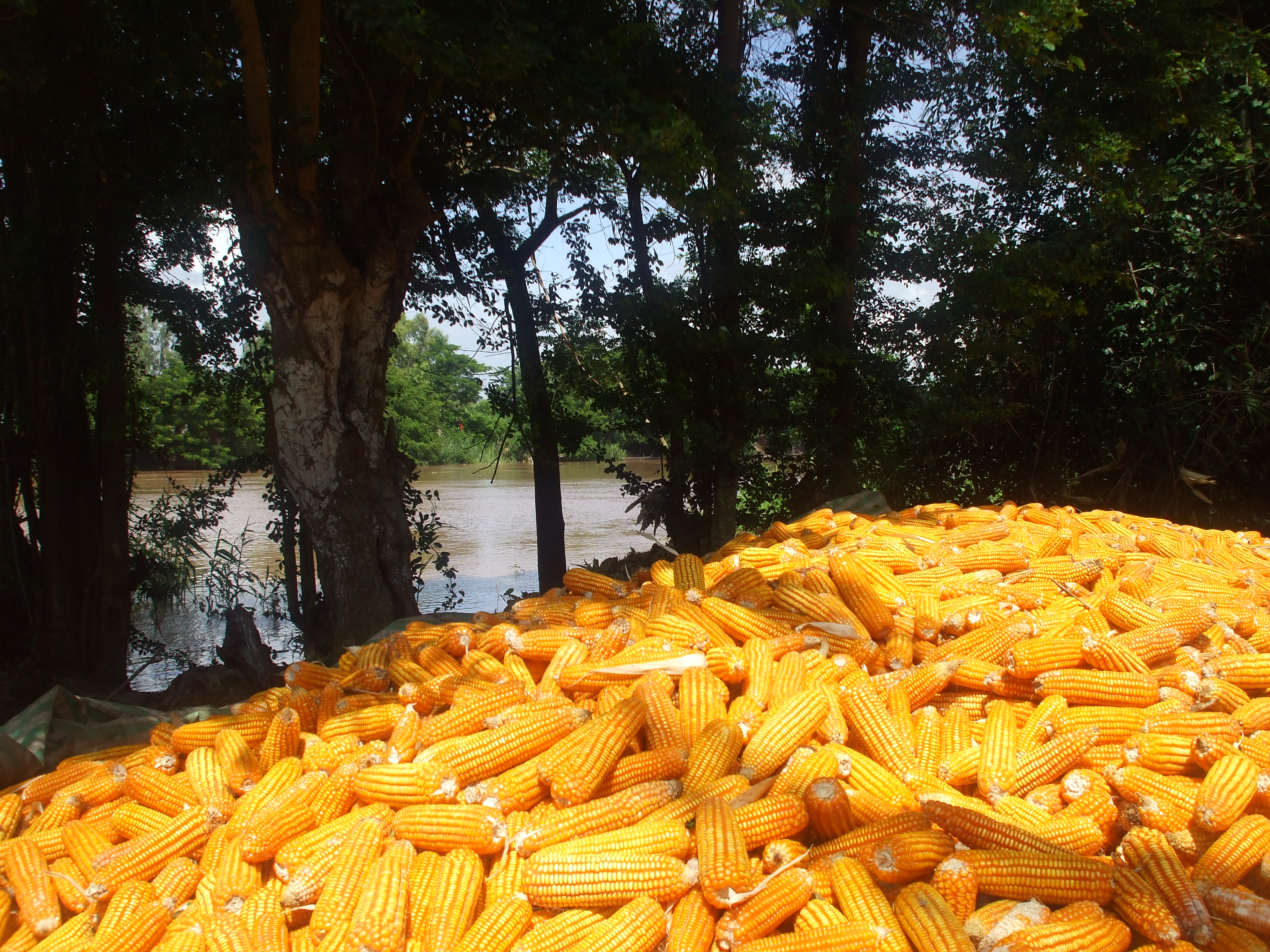
Trái ngô vàng sau khi thu hoạch
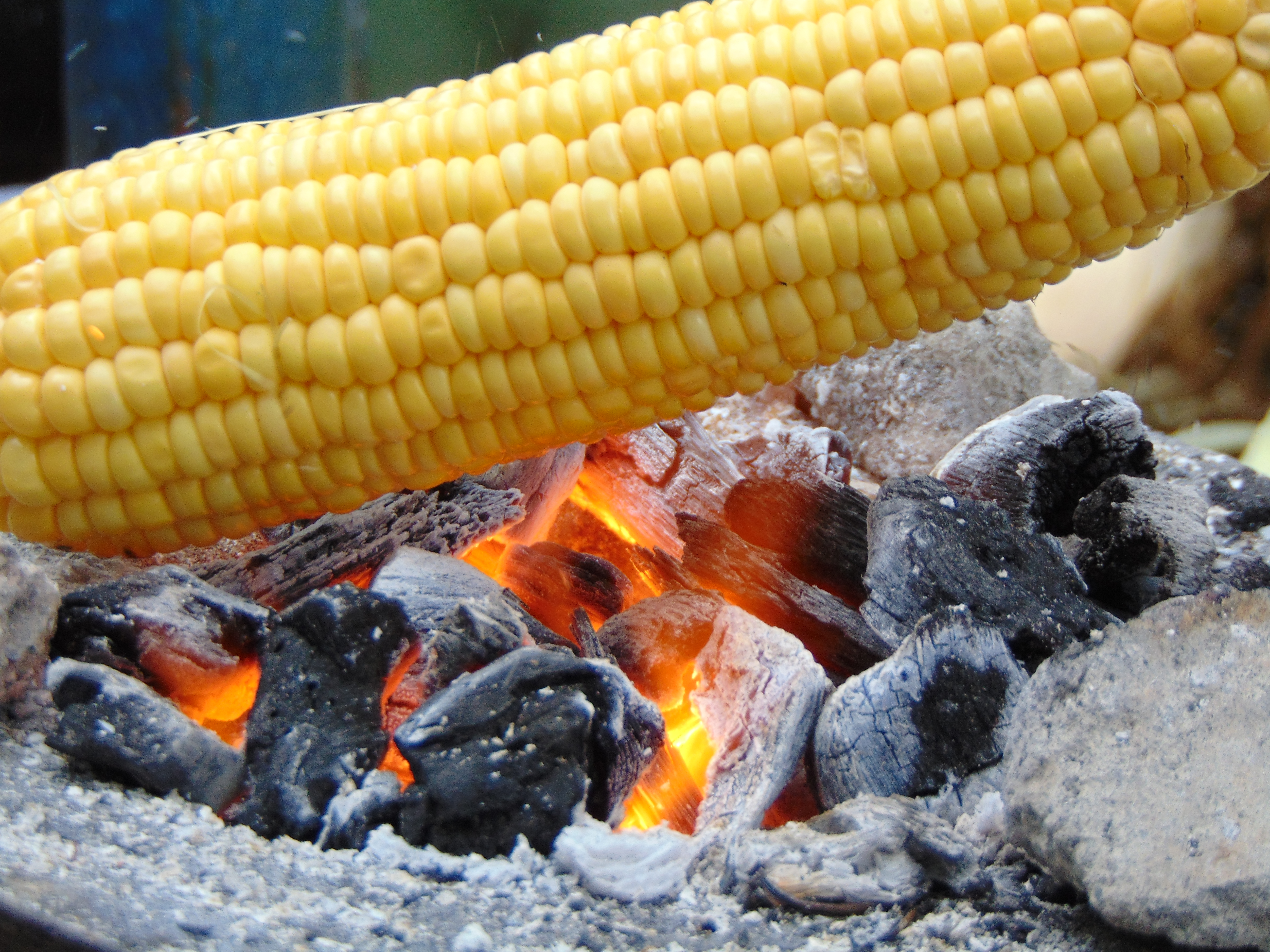
Một bắp ngô đang được nướng trên than